# Rafelbunyol
Rafelbunyol és un municipi del País Valencià a la comarca de l'Horta Nord. El seu terme municipal inclou també el nucli de població de la Urbanització Els Forriols. La seua població censada en 2012 era de 8.670 habitants, en 2016 de 8.907 habitants, i en el 2017 de 8.870 habitants.

## Toponímia
La primera part del topònim prové clarament de l'àrab رحل (rahal) «rafal» ('casa de terra amb un tros de terra no gaire gran'). La segona probablement es deriva del llatí balneu o balneolu ('bany'); no obstant això, també podria derivar del baix llatí boneol[o] ('bonic'). Una altra accepció trobada per al nom definiria el territori com 'el secà de la vinya' (Rahal, 'explotació rustica de secà' i -bunyol, de l'àrab bunyul, 'vinya'), ja que es creu que, en el passat, el territori de Rafelbunyol podria no beneficiar-se del reg de la Séquia de Montcada. Així mateix, altres alternatives interpretatives vindrien de la mà de Pierre Guichard, qui parla d'una propietat rural d'extensió variable amb muralles en alguns casos, la qual cosa en altres territoris es denomina muny'a o day'a; i Joan Coromines i María Jesús Rubiera, els qui etimològicament definixen el terme àrab رحل (rahal) com a 'lloc on es fa una parada en el camí', 'campament', 'mallada' o 'estable'. Gaspar Juan Escolano, informat per algun morisc, fixa la distinció entre els diferents tipus d'establiments rurals a la zona del Sarq Al-Andalus: «los moros al lugar de pocas casas llamaban alquería, al de muchas Beled (Balad), que quiere decir pueblo, al de una no mas (que nosotros llamamos alquería) ellos llamaban Rahal o Rafal... otros sabios en lengua aràbiga dicen que Rahal quiere decir una majada o caserío puesta en la ribera de algun río».
L'origen és indeterminat, no obstant això, existixen algunes referències a un augment del nombre de rafals durant els governs dels eslaus Mubarak i Muzaffar, a l'inici dels regnes de taifes, al segle xi. Durant el període de conquesta del Xarq Al-Andalus per Jaume I els territoris conquerits van ser lliurats a les classes superiors de la conquesta (cavallers, bisbes, clergues, i funcionaris del rei), les quals rebien un rafal complet més les terres d'al voltant, la qual cosa fa suposar que la zona de Rafelbunyol estava composta de finques periurbanes d'extensió modesta.
El rafal tenia una fisomia molt característica basada en un sistema de pati central al que donaven les habitacions, la cuina, els urinaris i/o l'accés de la casa. També podia donar-se que el pati no estiguera tancat per habitacions, sinó per parets que tancaven un hort o un corral. Les poblacions que van sorgir a partir d'un rafal ho van fer a partir d'una plaça en forma de quadrat o rectangle, a conseqüència de la forma característica de les parcel·les musulmanes. En alguns casos, comptaven amb una muralla o una torre defensiva.

## Escut heràldic
L'escut heràldic actual del municipi va sorgir l'any 1955 motivat per l'interés de l'Ajuntament del poble de tindre un escut propi que els representara, per a això, aprofitant les dades històriques recopilades pel cronista del poble Salvador García Llopis, elaboraren un escut que representara en certa manera la història dels senyors de Rafelbunyol des de la seua conquesta als àrabs que van fundar Rahal-Bonyol.
Si es dividix l'escut en quadrants es pot observar que està format per: un primer quadrant de quatre pals vermells sobre fons daurat, que correspon a l'escut de la Corona d'Aragó, ja que el municipi de Rafelbunyol va quedar sota jurisdicció real fins a 1676 quan el rei Carles II el va donar a Manuel Eixarch i Bellvis; el segon quadrant està format per l'escut d'armes de Raimundo Escorna (escriba de Pere I de València), el qual està format per un pergamí lligat pel centre de color natural sobre fons plata, es va convertir en senyor del Rahal en 1279; el tercer quadrant està format per l'escut d'armes de Gelacián de Tarba, infançó i primer senyor cristià del Rahal després de la conquesta, el qual representa cinc cercles o rodes de carro sobre fons llis; i el quart quadrant, el qual està format per l'escut d'armes de Pere d' Eixarch i Bellvis (flor de lis en or sobre camp vermell).
Finalment, cal destacar la resta d'elements que conformen l'escut, com és la cimera de Jaume I, a manera de recordatori de la tasca realitzada pel conqueridor, i els lliris de jardí a cada costat de l'escut, que solen associar-se amb la fecunditat de la terra. A més, en alguns escuts apareix en la part inferior una cinta amb les inscripcions «Rahal Bonyol», en referència al seu passat àrab.

## Geografia

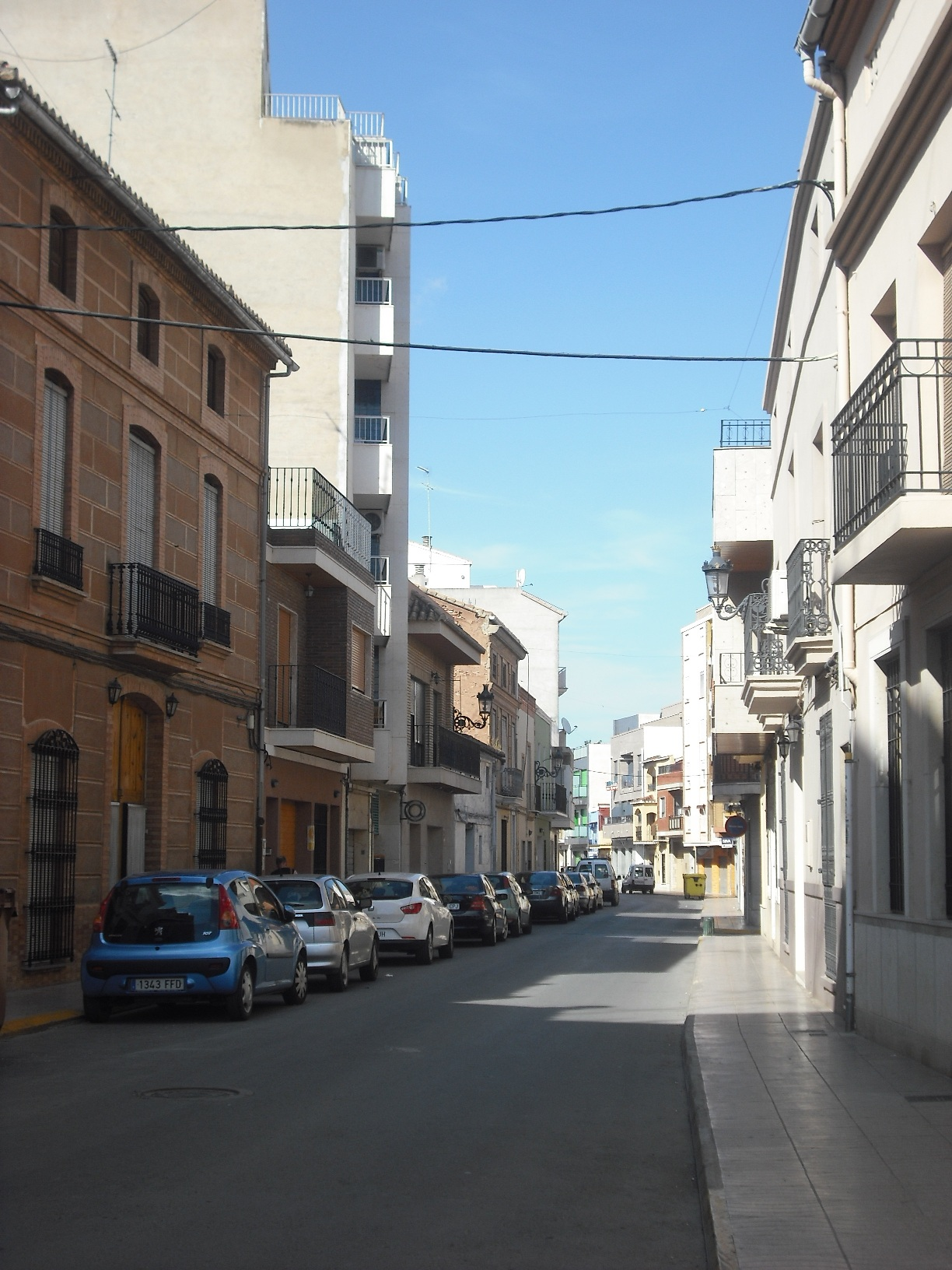
Carrer Major de Rafelbunyol

El terme de Rafelbunyol està situat en la part septentrional de l'Horta Nord. El seu terme municipal té forma d'un rectangle molt allargat, d'adreça nord-oest, sud-est i acabant en la seua part nord occidental en un triangle. La Séquia Real de Montcada dividix el terme en dues parts. A la seua dreta, l'horta; a la seua esquerra el secà, actualment transformat en regadiu de motor. La superfície del terme és fonamentalment plana. El nucli està format pel poble més la Urbanització Els Forriols.
Quant a la fisiografia del terreny, cal destacar que quasi no presenta accidents geogràfics donat que té una superfície pràcticament plana. La seua altitud s'eleva des dels 16 metres, als quals es troba el nucli urbà de Rafelbunyol, fins als 97,9 metres en el punt més alt de Els Germanells. El terme municipal de Rafelbunyol està situat a l'interior de les marjals del nord de la ciutat de València, les quals se situen, al seu torn, entre el ventall al·luvial del riu Palància i el complex sedimentari format per les aportacions del riu Túria i el Barranc del Carraixet, i s'estén al llarg d'una dotzena de quilòmetres formant una franja humida paral·lela a la línia de la costa. Eixa franja queda separada del Mediterrani tan sol per una estreta restinga de cants, graves i sorres. L'estructura geològica de la zona és conseqüència de l'enfonsament patit posteriorment al seu farciment mitjançant un depòsit de materials del quaternari.
Entre el Barranc del Carraixet i Rafelbunyol, no hi ha una escorrentia organitzada, ja que solament existixen diversos barrancs que desapareixen en arribar a la plana litoral (segurament desorganitzats per la falla Burjassot-Xilxes, que en eixe sector coincidix amb la Séquia de Montcada).
En el terme municipal de Rafelbunyol, l'orientació majoritària és la de l'ús agrícola moderadament intensiu, ja que predominen els sòls classe B (capacitat d'ús elevada). Així mateix, hi ha una xicoteta part en l'extrem sud-est amb una orientació d'ús agrícola intensiu amb sòls de classe A (capacitat d'ús molt elevada).
El terme de Rafelbunyol està travessat per la A-7, en el seu tram entre València i Puçol. A través de la Pobla de Farnals s'enllaça fàcilment amb la CV-300. És a més capçalera de la línia 3 de MetroValència, amb la parada anomenada "Rafelbunyol", la qual va ser inaugurada en 1893 per connectar amb la capital, el servei en 1975 mostrava un volum de passatgers de 6.114.796.18. En l'actualitat la línia 3 és la que més passatgers trasllada, amb unes xifres de 12.843.485 de passatgers en 2017.

### Municipis limítrofs
Limita amb Massamagrell, Museros, la Pobla de Farnals i El Puig de Santa Maria (a la mateixa comarca); i amb Nàquera (a la comarca del Camp del Túria).

### Clima
Té un clima típicament mediterrani. Rafelbunyol se situa, segons indica l'Atles Climàtic de la Comunitat Valenciana, inclòs en la tipologia climàtica de la plana litoral septentrional, o tipus A; un microclima que es caracteritza per un règim de precipitacions anuals d'uns 450 mm amb un període màxim de pluja durant els mesos de tardor i un període sec estival que dura uns quatre mesos. N'és molt característica l'elevada humitat relativa, deguda, sobretot, a l'efecte de les brises càlides procedents del mar Mediterrani. Una altra característica d'esta tipologia climàtica és la presència d'episodis de pluges de tipus torrencial, que poden desembocar en desbordaments i avingudes de rius o rambles. El flux de component est, ocasionat per les baixes pressions del Sud i les altes del Nord, fa que es mobilitze aire del mar Mediterrani, que quan arriba a la morfologia costanera forma embossaments d'aire fred que produïxen precipitacions de caràcter abundant i explosiu. Estos fenòmens ocorren amb més freqüència durant els primers mesos tardorencs, influïts pel règim de temperatures. El municipi de Rafelbunyol manca d'estació pluviomètrica fixa, per la qual cosa s'utilitzen les dades històriques de l'estació més propera, situada a Puçol.
D'altra banda, el règim de temperatures es troba dins dels rangs moderats, amb hiverns amb temperatures que oscil·len al voltant dels 10 °C i estius de temperatures mitjanes d'aproximadament 25 °C. L'efecte de les brises càlides del Mediterrani, carregades d'humitat, suavitzen les temperatures i eviten els dies de gelades (amb una mitjana d'al voltant d'1 dia de gelada/any).

### Hidrografia
El municipi de Rafelbunyol pertany a la Conca Hidrogràfica del Xúquer i té, com a únic curs d'aigua superficial, la Real Séquia de Montcada, que creua el municipi per la seua banda més occidental. Com a curs d'aigua intermitent creua, per la zona nord-est del terme municipi, el barranc de Bord o Cabeç Bord, procedent de la serra que porta el seu mateix nom (terme municipal de Nàquera). Este barranc està sec durant la major part de l'any, encara que presenta una freqüència d'inundacions considerada com a alta, d'aproximadament 25 anys.
Respecte a l'aigua subterrània, Rafelbunyol es troba entre dues unitats hidrogeològiques, la 8.20 Mitjà Palància, i la 8.25 Plana Nord de València. La vulnerabilitat de l'aqüífer en el terme municipal de Rafelbunyol és en general, moderada, principalment pels materials dels quals està constituït el sòl i per les activitats urbanes i agrícoles que es desenvolupen en ell.

### Paisatge
- Unitat ambiental Urbana: Afecta a tota la zona residencial (nucli urbà i urbanitzacions) i industrial (polígon industrial). La unitat suma un total de 171,69 Ha, que suposen un 39,04% de la superfície total del terme. Es tracta d'una unitat altament antropitzada, a causa de l'elevada densitat poblacional del nucli. Per això, la major part de la superfície de la unitat es presenta asfaltada, i l'existència d'elements naturals (sòl i vegetació) es troba a les zones verdes enjardinades. Per la seua banda, la subunitat urbanitzacions suposa una excepció, en localitzar-se en els voltants de la unitat agrícola, ja que la tipologia dels habitatges (tipus xalet) fa que siga factible la presència d'arbratge en forma de pineda.
- Unitat ambiental Agrícola: Ocupava en 2010 un 47% del terme municipal. Es conforma majoritàriament de cultius citrícoles, tots de regadiu. És un paisatge molt homogeni que es veu interromput per la presència d'infraestructures viàries, com l'A7, que dividixen la unitat. Es constituïx de parcel·les xicotetes, que formen un paisatge minifundista parcel·lat típic dels cultius llevantins. S'observen, al llarg de la unitat, algunes parcel·les abandonades, així com punts localitzats d'abocament incontrolat.
- Unitat ambiental de Els Germanells: Els pujols bessons de Els Germanells, localitzats a la zona nord-occidental del terme, són els únics elements que preserven característiques naturals, quant a sòl i vegetació. Ocupen una superfície aproximada de 20,7 Ha, és a dir, el 4,7% del territori. És, a més, un jaciment arqueològic d'origen neolític, que és prova dels primers assentaments humans a Rafelbunyol.
- Unitat ambiental del Barranc de Bords: Té l'origen en el bec del Cabeç Bord, entra en el municipi per la seua banda nord-oest, i es distribuïx direcció nord-oest, sud-est. Esta unitat es troba altament degradada per l'efecte d'actuacions antròpiques, per la qual cosa la seua vegetació potencial ha quedat relegada a alguns individus esporàdics, en el seu traçat pel municipi.[2]

### Flora i fauna
En vegetació, les comunitats definides són: vegetació de cultius (mal denominades males herbes) com la verdolaga (Portulaca oleracea), agrets (Oxalis pes-caprae) o la ravenisa blanca (Diplotaxis ericoides); vegetació arvense, que és la que es desenvolupa en els marges dels camins i carreteres, així com en solars en desús i zones de trànsit de bestiar, com per exemple Chenopodium o Ecballium; i vegetació forestal, situada en el paratge de Els Germanells, principalment a les zones més elevades, on destaca el pi blanc (Pinus Halepensis). Entre estes espècies hi ha alguns endemismes iberollevantins, com la pebrella (Thymus piperilla).
La fauna local s'ha identificat en funció dels hàbitats del municipi, així es troben espècies lligades a:
- Hàbitats urbans: com són la rata comuna (Rattus norvegicus), la rata negra (Rattus rattus), i ratolí comú (Mus musculus), mentre que entre l'avifauna destaquen els Psediformes (Passer domesticus i Passer montanus) i Estorninos (Sturnus unicolor i Sturnus vulgaris).
- Zones típiques d'agricultura: com per exemple les musaranyes (Crocidura russula), eriçó comú (Erinaceus europeus) i ratapenada comuna (Pipistrellus pipistrellus). Entre els rèptils són comuns diversos tipus de colobres: Bastarda (Malpolon monspessulanus) o serp de collaret (Natrix natrix). També destaquen les sargantanes comunes (Podarcis hispànica) i les sargantanes colillargues (Psammodromus algirus). Entre els amfibis es troben exemplars de gripau comú (Bufo bufo, Bufo Spino), gripau corredor (Bufo calamita) i gripau parter comú (Alytes obstetricans). L'avifauna és molt més rica, en la qual s'entremesclen espècies pròpies de la zona terrestre litoral. S'observen espècies com la puput (Upupa epops), cadernera (Carduelis carduelis), merla (Turdus merula), carboner comú (Parus major), verdum comú (Carduelis chloris), cernícal vulgar (Falco tinnunculus), oronetes (Hirundo rustica), bugadera cabeciblanca (Motacilla alba), oropéndola (Oriolus oriolus), i fins al mussol europeu (Athene noctua).
- Zones amb aptitud forestal: Com Els Germanells, que és l'única zona on es presenta certa diversitat de vegetació natural. És per això que la diversitat de fauna també es veu incrementada, apareixent espècies d'avifauna idèntiques a les observades a la zona agrícola, així com mamífers del tipus conill (Orycolagus cunniculus), llebres (Lepus sp.). També es pot detectar la presència de micromamífers, i algunes espècies de ratapenada.

A Rafelbunyol, malgrat no ser un municipi amb aptitud per a la caça, existix la societat el Club de Caçadors el Tort, que agrupa a aficionats a la cinegètica. Va ser fundada l'any 1980. Al no disposar de vedat, alguns dels seus socis posseïxen un vedat a la província de Terol, on practiquen fonamentalment la caça menor i la caça de senglar.

### Riscos naturals i efectes de les activitats antròpiques
Els riscos naturals, com a risc de lliscament, subsidència i col·lapse, o sismicida, són inexistents en el municipi. D'altra banda, pel que fa als riscos climatològics, la presència de pluges torrencials intermitents és una dinàmica comuna en tots els municipis de l'àmbit mediterrani. Si a això li afegim la periodicitat d'inundacions en el barranc de Bords, cada 25 anys, podem deduir que sí que hi ha un cert risc en el municipi. Quant a la vulnerabilitat enfront de la contaminació de l'aqüífer, veiem com la majoria del terme té un risc moderat (tota la franja centre-sud), quedant una xicoteta zona en el nord-oest del municipi on la vulnerabilitat és alta. La zona adjacent, però més occidental, presenta una vulnerabilitat baixa.
El risc d'erosió, és en general molt baix, i moderat a la zona de  Els Germanells i de les urbanitzacions. Si ens fixem en la potencialitat del risc (erosió que es produiria en el cas de perdre completament tota la vegetació sense afectar la resta de paràmetres), s'observa que el risc “molt baix” es convertix en baix, mentre que el risc “moderat” es convertix en molt alt, de més de 100 t/ha/any. Això dona una idea de l'efecte protector de sòl que presenta la vegetació.
En referència a l'efecte que tenen les activitats antròpiques sobre el paisatge, s'han detectat a Rafelbunyol dues activitats principals. En primer lloc, s'han observat un total de quatre punts d'abocament incontrolat d'enderrocs, fonamentalment, al llarg de la unitat ambiental agrícola. En segon lloc, l'agricultura convencional de regadiu resulta impactant des del punt de vista de la sobreexplotació i contaminació dels aqüífers locals. I a més, no es presenta en el municipi cap parcel·la destinada a l'agricultura ecològica.

## Història
El primer nucli de població del qual es té notícies és un poblat de l'Edat del Bronze situat en Els Germanells. Les restes es van descobrir en 1953 i el poblat s'emmarca dins del que es coneix com a cultura del Bronze valencià, amb una cronologia que gira entorn de l'any 1800 a. de C. Els materials trobats al jaciment són: dent de falç i diversos milers de comptes plans discoidals de pedra negra, fragments de ceràmica, dos ganivets, un destral plana, quatre puntes de fletxa, un punxó de dissecció quadrat, un pinzell, punxons d'ossos i escasses restes constructives. Algunes d'eixes troballes es poden vore en el MUPREVA. Ja en època romana va existir un assentament en l'anomenat Blanc de Columbro. Es tracta d'una vila rústica on s'han trobat abundants fragments de doli i un capitell toscament llaurat en pedra de Sagunt. En un manuscrit de Dempere (monjo del monestir del veí poble del Puig) de 1782, es fa referència a dues troballes escultòriques descobertes en el terme de Rafelbunyol, les quals van passar a conformar part de la col·lecció del Museu d'antiguitats del Palau Arquebisbal de València, el qual va ser destruït durant la Guerra d'Independència i amb ell, gran part del seu contingut. El còdex descriu una de les figures al detall, la qual cosa sembla indicar que almenys una d'elles podria ser una representació de Dionís xiquet:
“En el campo yermo, que llaman de Rodrigo, cercado ya varios vestigios de los Romanos (…). Año 1781 hallan, abriendo zanja junto a esa casa (que haciendo espaldas a Murviedro mira mas al Norte) una estatua de mármol, que trajeron al Arzob., y colocaron en su Museo: y era notoriamente de Romanos según las señas que me dieron; mas no la vi (…). También año 1782 descubre una estatua de mármol Manuel Fenollosa del mismo Rafelbuñol en la casa que hizo en medio de este prado abriendo zanjas para los cimientos de ella (…) esta me la enseñó la tarde del Miércoles 5 de junio (…) y se reduce a estatua de 3 palmos desde el hombro al pie, como un niño de 3 años.; desnudo del todo, menos plantas, y pies, que cubren unas sandalias, y botines hasta (…) la pantorrilla, y terminaban (?) con huella de rostro de animal; (…) la perfección de todos sus miembros, (…) es admirable. Los pies los tiene quebrados por las pantorrillas, mas el arranque de plantas permanece firme sobre su peana también de mármol, que todo se conoce haber sido de una pieza, con el león que tiene de asiento a su derecha, mirando con la boca abierta a este (…), y metida la cola entre los pies de detrás y las garras, o brazos delanteros los tiene rectos. Procuraron ver si hallarían la cabeza; mas no han podido conseguirlo; que en esto de cabezas, así aquí, como en el Puig siempre se ofreció la mayor dificultad; (…)”.
Actualment, solament es conserven les reproduccions realitzades per Laborde i el seu equip en la seua obra Voyage, les quals es conserven en el Museu Nacional d'Art de Catalunya.
L'assentament de població sobre el nucli actual té el seu origen en l'època andalusina. Escolano, erudit historiador, al segle xvi va conéixer, ja en ruïnes, la casa que segons la tradició va ser la gènesi de Rafelbunyol. L'existència d'este rafal, situat prop d'un corrent d'aigua, va contribuir al creixement de la població, que es va convertir en una alqueria (conjunt de diverses llars) que l'any 1025 tenia més de 15 cases i aproximadament uns 50 habitants. En 1236 el rei Jaume I, que es trobava al Puig, va aconseguir que Rafelbunyol passara a control cristià, prometent-los que no serien molestats i que els serien respectades les seues propietats, els seus costums i la seua religió. En 1237 la va donar a Gelacián de Tarba, com a premi a l'ajuda prestada, però en anar-se'n este cavaller a Jaca, Rafelbunyol va passar a poder de la Corona, fins que en 1279 Pere III va donar la alqueria al seu escriba major, Raimundo Escorna. En 1280, Pere III va expedir un permís a favor dels moros que habitaven l'alqueria, extensiu als seus fills, actualitzant el document signat pel seu antecessor.

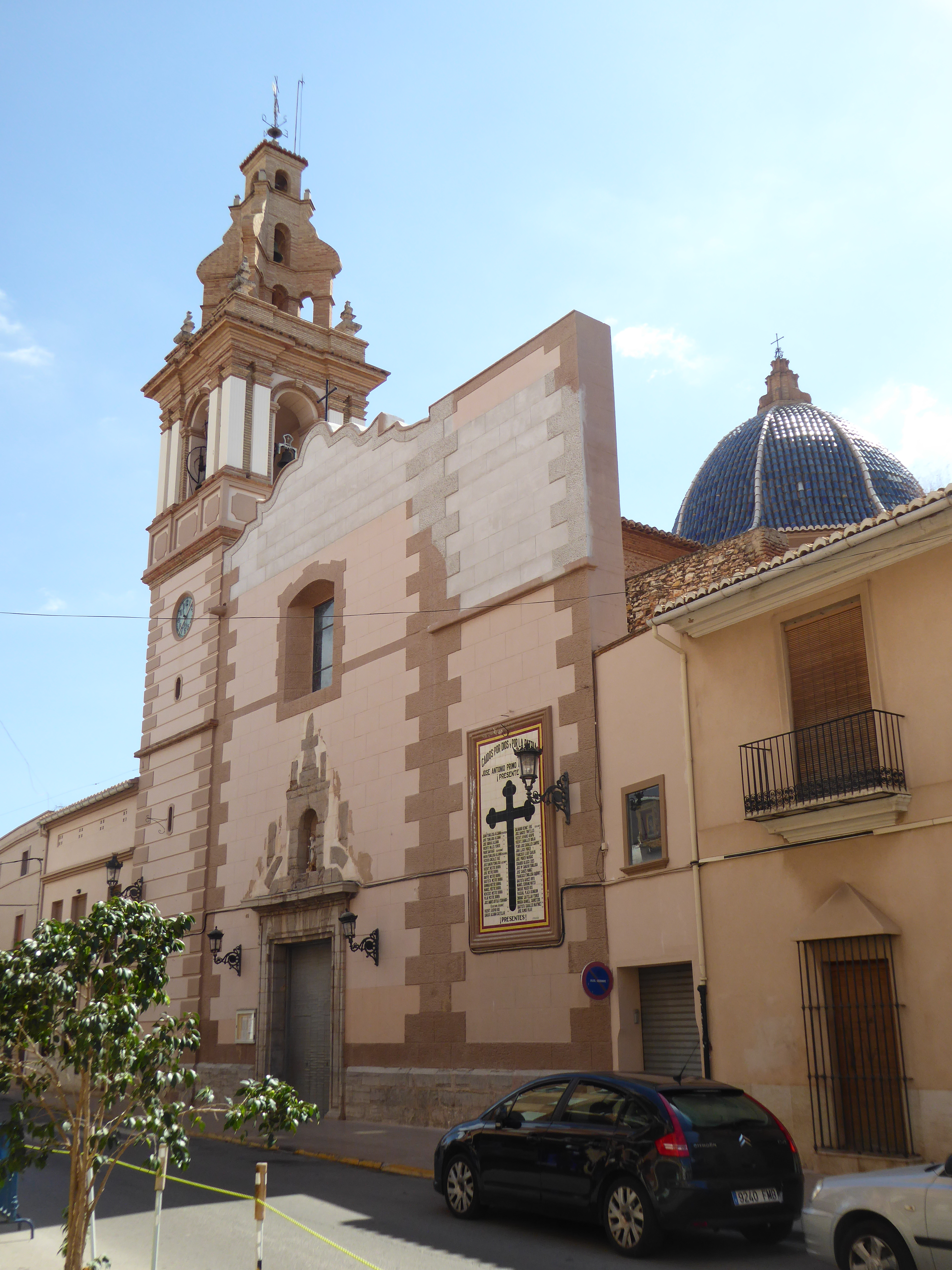
Façana principal de l'Església de Sant Antoni Abat de Rafelbunyol, construïda al segle XVIII

En 1289, Raimundo Escorna va començar a alçar la primera capella baix la advocació de Sant Antoni Abad, la qual s'adscribia a la parròquia de Massamagrell fins que una butlla pontifical de Inocenci VIII en 1491 la declarà independent. El poble va pertànyer al Real Patrimoni fins al 25 de maig de 1465, moment en el qual va ser venut a Mossén Jaume Dartés. Ja en 1609 va passar a les mans d'Antoni Bellvís. Encara que l'expulsió dels moriscs va suposar un fort declivi de l'economia espanyola i especialment de la valenciana, la situació a Rafelbunyol, poblat principalment per cristians vells no va sofrir grans canvis. I en 1665 s'establí el nou llibre de "Ordenances i Capítols", que són 88 capítols segons els quals havia de regir-se i governar-se el poble de Rafelbunyol. La publicació va sorgir d'una reunió entre Manuel Eixarch de Bellvís, marqués de Benavites, i els oficials municipals, els quals es van reunir per a pactar-ne els s capítols, que feien referència als perjudicis causats pels animals en el camp, la vigilància del terme, la prohibició de jocs, danys en les collites, cuidat de les séquies, administració de l'Ajuntament i d'alguns comerços (forn, carnisseria, taverna). En 1676 Carles II va concedir la suprema jurisdicció (civil i criminal) al marquès de Benavites a canvi de 27.820 quinzets de billó. En 1775 els diputats del comú i el síndic estaven en plet amb el marquès de Bèlgida per la llibertat per vendre alguns béns independentment de les tendes que eren propietat o regalia del senyor.
En 1797, davant la resistència de pagament d'una sèrie d'arrendaments censals (corresponents als anys 1795 i 1796) que no havien estat abonats en el seu moment i la postura de no reconeixement del Marquès de Bèlgida com a Senyor i amo del Lloc de Rafelbunyol per part de la Corporació Municipal, en Miquel Jiménez del Rio (Administrador General del Senyor territorial) va iniciar un plet en nom del senyor pel qual es va sol·licitar a la Real Audiència del Regne de València que es duguera a terme una "Informació de Testimonis" a fi d'aclarir el títol de Senyor d'aquella terra i posar fi als problemes dels arrendaments censals. Després d'escoltar les actuacions del judici, en els quals els testimonis reconeixien com a Amo i Senyor del Lloc de Rafelbunyol l'Excel·lentíssim Senyor Marquès de Bèlgida i de Benavites i els seus antecessors, la Real Audiència va admetre el 7 de novembre de 1797 a En Joan de la Creu Bellvis de Montcada com a Amo i Senyor del Lloc, després de la qual cosa van seguir les resistències. Finalment es va optar per la renovació de la Corporació Municipal, la qual el 14 de gener de 1798, va determinar separar-se del plet i va reconèixer al Marquès de Bèlgida com a Amo i Senyor de la terra. Així doncs, el municipi va quedar en mans dels Eixarch i Bellvís fins a l'abolició dels senyorius per decret d'1 de juliol de 1811.

## Demografia
En 1510, Rafelbunyol tenia 33 veïns (uns 150 habitants), que havien augmentat a 43 en 1572. L'expulsió dels moriscs i els problemes econòmics del segle xvii van afectar la seua població i els 80 veïns de 1609 es van reduir a 47 en 1646, i en 1730 el nombre va augmentar escassament fins a 82. En 1784, el poble de Rafelbunyol va sofrir una Epidèmia de Terçanes, de la qual es té notícia gràcies a un informe del rector, en el qual s'indica que el nombre de veïns sans era de 150, mentre que de malalts eren 239 i difunts 6, així com s'atribuïa la causa de l'epidèmia a " las aguas y arrozes”. En 1787 el poble concentrava unes 916 persones i en 1910 n'eren ja 1.949. En 1885 Rafelbunyol va sofrir un episodi de pesta («Còlera Morbo» procedent d'Orà) que va delmar la població amb unes 78 defuncions, que es varen sumar a les morts naturals d'eixe any, aconseguint una xifra de fins a 136 morts.
Fins a 1960, la població va créixer d'una forma constant: l'any 1940, se sobrepassaven els 2.600 habitants, els 3.200 en 1960, els 4.300 en 1970 i en 2003, més de 6.000 habitants. Als anys 60 i 70 la població va rebre un fort contingent d'immigració, procedent principalment d'Andalusia, Castella i Múrcia. La seua població censada en 2009 era de 8.067 habitants (INE), i en 2017, era de 8.870 habitants.
| any  | habitants |
| ---- | --------- |
| 1990 | 4.918     |
| 1992 | 4.967     |
| 1994 | 5.015     |
| 1996 | 5.260     |
| 1998 | 5.273     |
| 2000 | 5.553     |
| 2002 | 5.811     |
| 2004 | 6.349     |
| 2005 | 6.580     |
| 2006 | 6.874     |
| 2007 | 7.103     |
| 2008 | 7.647     |
| 2009 | 8.067     |
| 2012 | 8.670     |
| 2014 | 8.826     |
| 2016 | 8.907     |
| 2017 | 8.870     |
| 2022 | 9.381     |

## Economia

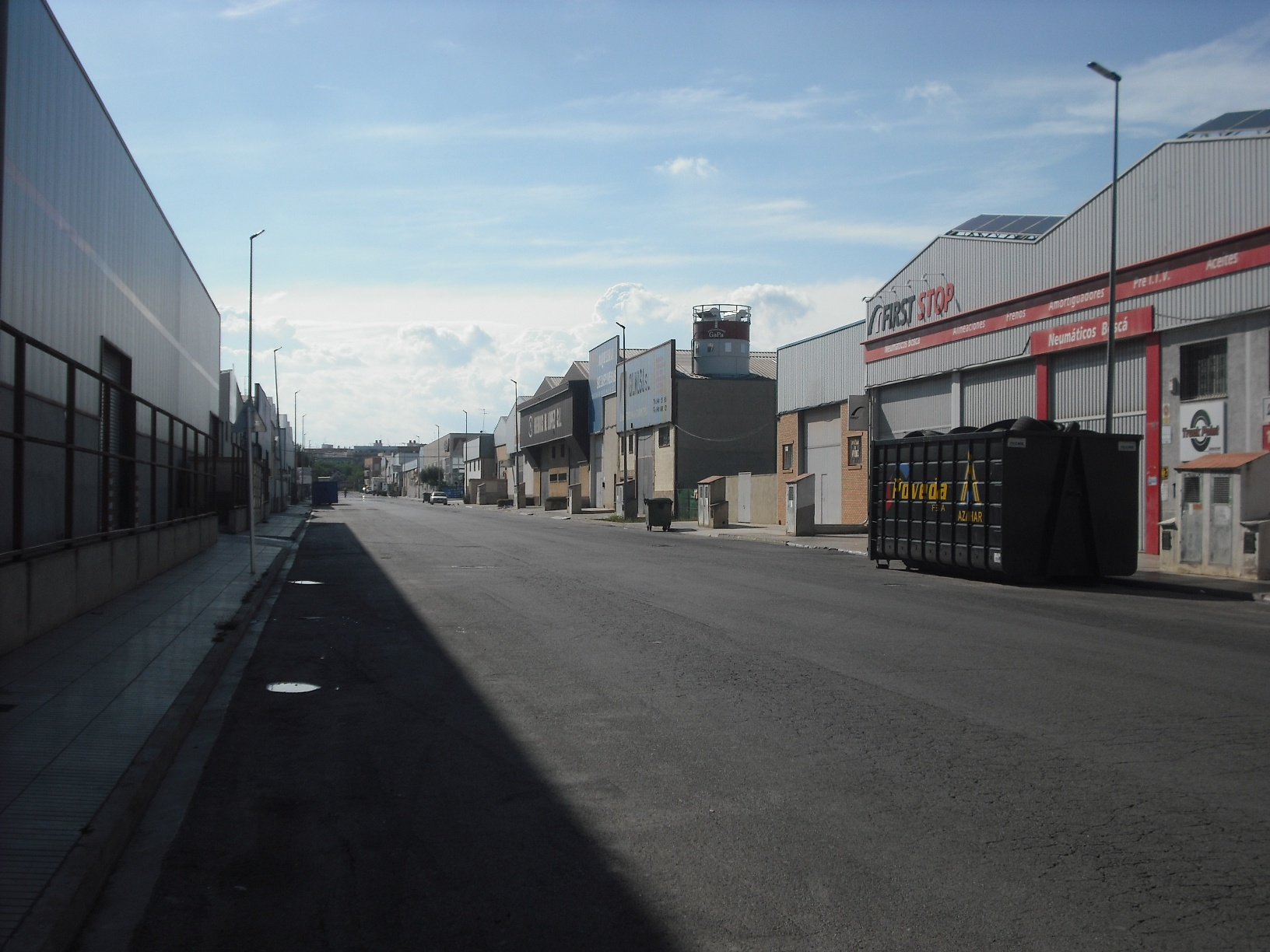
Carrer Roll del Colomer, al polígon industrial situat entre Rafelbunyol i la Pobla de Farnals

El municipi està emmarcat en una comarca històricament agrícola. Originàriament la major part del terme municipal era terra de secà a excepció d'una zona situada al sud-est de la població regada per les aigües de la Séquia Real de Montcada. En l'actualitat, l'explotació de les aigües subterrànies mitjançant els tretze pous de reg existents i l'aplicació de les tècniques de reg heretades dels àrabs, ha fet que canvie la fisonomia agrària del municipi.Del cultiu de la vinya, el garrofer o l'olivera, i en alguns moments la fulla de morera, s'ha anat passant a un cultiu de cítrics (274 ha), principalment tarongers, i, en menor proporció, hortalisses (5 ha) i fruiteres (2 ha), amb el que s'ha guanyat terreny al secà fins a quedar reduït a una proporció de terreny pràcticament insignificant, situada en el nord del terme municipal. Malgrat la seua importància històrica, segons el cens de Floridablanca de 1787 en el qual el 89,71% de la població es dedicava al sector primari, que contrasta amb el 6% de la població activa que ocupava en 2003. En 2011 la superfície total agrícola es reduïa a 208,72 ha.
En els anys 50 predominava el policultiu extensiu amb: fruiters en l'hort, hortalisses en l'horta i arròs en la marjal, no obstant això, en els anys 60 es posa fi al gran cicle social-agrari, la qual cosa suposa la devaluació social i real de la propietat de la terra, l'agricultura a temps parcial, l'especulació sobre el sòl amb finalitats no-agràries. Tot això va donar pas als primers intents industrialitzadors en la segona meitat del segle xx. Així a partir de 1986 es va establir en el terme municipal un nucli relativament important d'indústries, que ocupaven, en 2003, el 24% de la població, de manera molt diversificada: alimentació, prefabricats de formigó, tèxtils, productes de bellesa, tallers d'estructura metàl·lica, etc. Este desenvolupament es deu a les Normes Subsidiàries que, aprovades en 1989, establien 46 ha per a l'activitat industrial. El 14,4% de la població s'ocupa en la construcció i la gran majoria (el 55,3%), en el sector serveis.

## Política i govern

### Composició de la Corporació Municipal
El Ple de l'ajuntament està format per 13 regidors. En les eleccions municipals de 28 de maig de 2023 foren elegits 6 del Partit Socialista del País Valencià (PSPV-PSOE), 4 del Partit Popular (PP), 2 de Compromís per Rafelbunyol (Compromís) i 1 de Vox.
| Eleccions municipals de 28 de maig de 2023 - Rafelbunyol                                                       |                                                                          |                                     |                                     |        |         |          |
| Candidatura | Candidatura                                                              | Candidatura                         | Cap de llista                       | Vots   | Vots    | Regidors |
| | Partit Socialista del País Valencià-PSOE                                 |                                     | Francisco Alberto López López       | 2.122  | 42.88%  | 6 (-1)   |
| | Partit Popular                                                           |                                     | María Asunción García Botet         | 1.416  | 28.61%  | 4 (+1)   |
| | Compromís per Rafelbunyol                                                |                                     | Mario Carrera Navarro               | 825    | 16.67%  | 2 ()     |
| | Vox                                                                      |                                     | Joaquín Antonio Peiró Jaen          | 350    | 7,07%   | 1 (+1)   |
| | Altres candidaturesRenovació Política i Esquerra Unida del País Valencià |                                     |                                     |        |         | 0 ()     |
| | Vots en blanc                                                            |                                     |                                     | 69     | 1,41%   |          |
| Total vots vàlids i regidors                                                                                   | Total vots vàlids i regidors                                             | Total vots vàlids i regidors        | Total vots vàlids i regidors        | 4.949  | 100 %   | 13       |
| | Vots nuls                                                                | Vots nuls                           | Vots nuls                           | 81     | 1,15%   |          |
| Participació (vots vàlids més nuls)                                                                            | Participació (vots vàlids més nuls)                                      | Participació (vots vàlids més nuls) | Participació (vots vàlids més nuls) | 5099   | 69%**   |          |
| Abstenció | Abstenció                                                                | Abstenció                           | Abstenció                           | 1954*  | 31%**   |          |
| Total cens electoral                                                                                           | Total cens electoral                                                     | Total cens electoral                | Total cens electoral                | 7.053* | 100 %** |          |
| Alcalde: Francisco Alberto López López (PSPV) (15/06/2019)                                                     |                                                                          |                                     |                                     |        |         |          |
| Fonts: Eleccions locals Rafelbunyol (* No són vots sinó electors. ** Percentatge respecte del cens electoral.) |                                                                          |                                     |                                     |        |         |          |

### Alcaldes
Des de 2015 l'alcalde de Rafelbunyol és Francisco Alberto López López del PSPV-PSOE.
| Període                       | Alcalde o alcaldessa          | Partit polític | Data de possessió | Observacions |
| ----------------------------- | ----------------------------- | -------------- | ----------------- | ------------ |
| 1979–1983                     | José Maria Lluch Vicente      | UCD            | 19/04/1979        | --           |
| 1983–1987                     | Jaime García García           | AIR            | 28/05/1983        | --           |
| 1987–1991                     | Jaime García García           | AP             | 30/06/1987        | --           |
| 1991–1995                     | Jaime García García           | PP             | 15/06/1991        | --           |
| 1995–1999                     | Jaime García García           | UV-CCV         | 17/06/1995        | --           |
| 1999–2003                     | Jaime García García           | PP             | 03/07/1999        | --           |
| 2003–2007                     | Jaime García García           | PP             | 14/06/2003        | --           |
| 2007–2011                     | Jaime García García           | PP             | 16/06/2007        | --           |
| 2011–2015                     | Jaime García García           | PP             | 11/06/2011        | --           |
| 2015–2019                     | Francisco Alberto López López | PSPV-PSOE      | 13/06/2015        | --           |
| 2019-2023                     | Francisco Alberto López López | PSPV-PSOE      | 15/06/2019        | --           |
| Des de 2023                   | Francisco Alberto López López | PSPV-PSOE      | 17/06/2023        | --           |
| Fonts: Generalitat Valenciana |                               |                |                   |              |

## Patrimoni

### Arquitectura

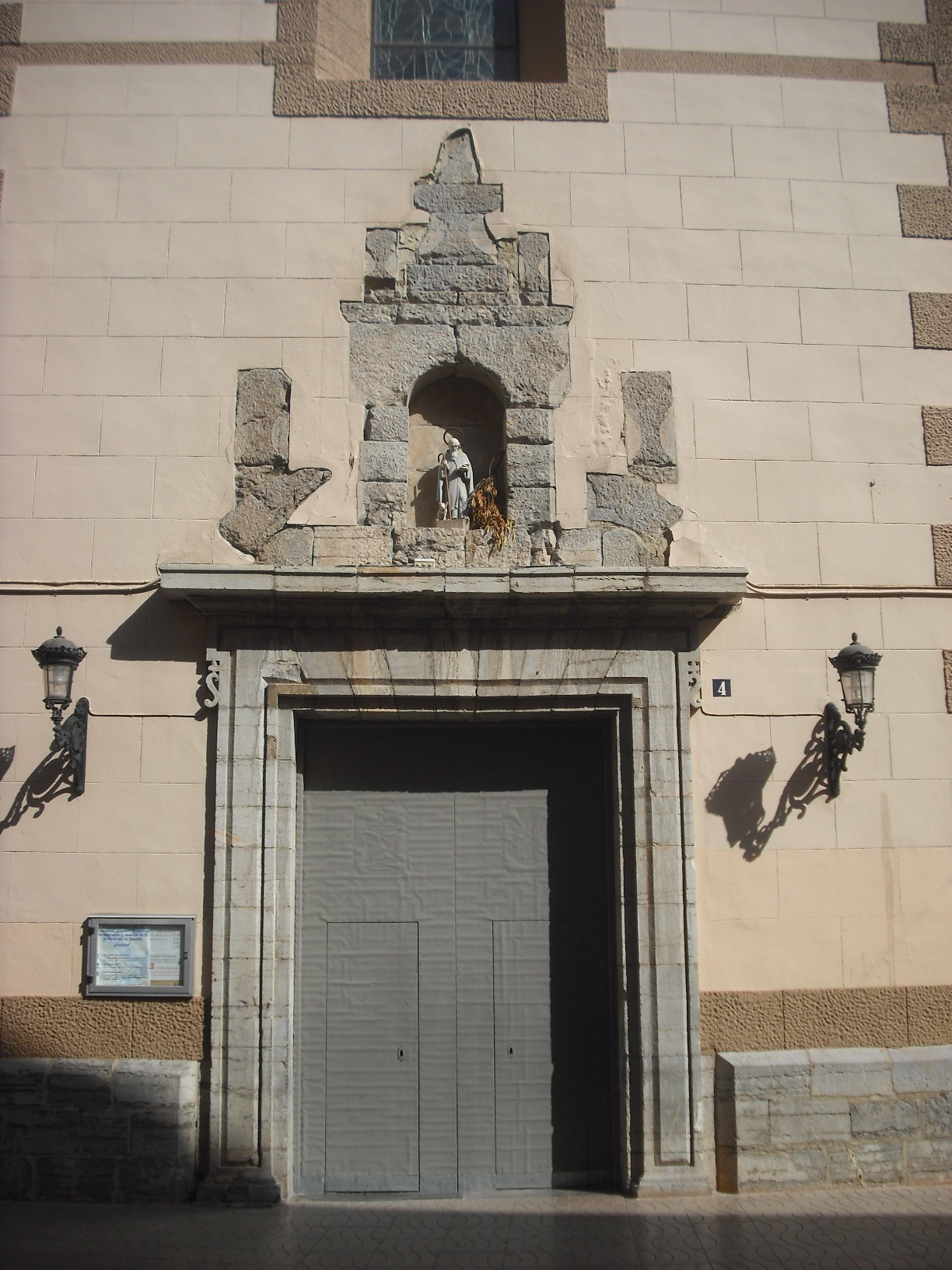
Església de Sant Antoni Abad

- Església de Sant Antoni Abat: La primera dada que es té sobre la fundació procedix d'un plet entre el Real Patrimoni i la Parròquia de Rafebunyol el 18 de maig de 1657, on es diu:...y es que la fundación y dotación de dicho Beneficio, consta por escritura ante Ramón o Raimundo Estorna, escribano, Nonaas Octobris de anno Nativitte Domini MCCLXXXV, vaxo la invocación de San Antonio de Viannes. Raimundo Escorna, senyor de Rafelbunyol al segle xiii, en escriptura de 1289 manà edificar l'Església i altar en honor de Sant Antoni de Vianesco, i nomenà capellà al Pare Raimundo Granell (Vicari General), el qual havia d'administrar els sagraments i celebrar les misses i oficis divins. A més, Raimundo Escorna va cedir una parcel·la per a la construcció d'una casa per al capellà, i el propi edifici del temple i algunes terres per al sosteniment del mateix. El 25 de novembre de 1491, En Pere de Eixarch, senyor de Rafelbunyol, va instar al Papa Inocenci VII perquè generés una Butlla que li concedís la independència parroquial a Rafelbunyol, fins al moment adscrit a la parròquia de Massamagrell. Així doncs, l'1 de març de 1492 es va celebrar un acte solemne al fil de l'erecció parroquial, al que van acudir els Comissaris Apostòlics En Joan Honorato Roig i En Miquel, canonge de la Catedral de València. El 15 de maig d'aquell mateix any es va denominar a Joan García, rector de Rafelbunyol. El primer temple es va construir en 1289 i era sobrenomenat "la Barraqueta".[26] Estava configurada per una sola nau rematada amb teulada moruna, el pes de la qual ho sostenien quatre arcs de diafragma. El primer dels arcs s'obria cap a l'entrada principal i estava adornat amb ornaments piramidals i per la Creu de Tau o creu de Sant Antoni. L'església actual data de 1750. Es tracta d'una construcció formada per una nau central en forma de creu llatina, capelles laterals comunicades per arcs amplis, el creuer notablement remarcat mitjançant una cúpula o mitjana taronja octogonal il·luminada zenitalment, la qual cosa li conferix més lluminositat. La cúpula, en la seua part externa, es troba decorada amb la clàssica rajola blava valenciana.[27] El campanar, realitzat en 1705, està format per una torre rematada per un cos de campanes i la llanterna i va ser restaurada en 1983. Esta torre és de base quadrada, amb tres cossos d'obra i una rematada de rajola massissa que, construïda ja al segle xx, rememora la rematada barroca dels campanars valencians codificats per arquitectes-constructors com José Mínguez. Té, en la part posterior del presbiteri, un camarí amb cúpula. Els paraments i les voltes estan decorats amb pintures murals que, en alguns casos, es poden datar en la postguerra. En la façana apareix una configuració renovada; la portada barroca, mutilada en el cos superior en el qual s'alberga l'estàtua del sant titular, va poder ser picada a conseqüència del gust antibarroc per posteriorment ser treta de nou a la llum en la següent intervenció de la façana. L'interior es troba bastant intervingut. Pauta la seua arquitectura un ordre de capitell compost, amb un entaulament que acusa pilastres, típicament barroques. Entre tots dos, hi ha un cos central compost de contraforts de perfil rectangular. L'Església compta amb influències del matemàtic i teòleg valencià Tomás Vicent Tosca i Mascó, i a l'interior conserva murals de Salvador Pallás Martínez i Salvador Gil Camarena, els quals van ser encarregats per Encarnación i Enrique Eres, veïns de la localitat. Es tracta d'un Bé de Rellevància Local. En 1989 es van realitzar alguns actes per commemorar el VII Centenari de la construcció de l'Església Primitiva.[27]

- Creu de Terme (Creueta dels Germanells): Es troba en una cruïlla de camins, probablement vinculats al trànsit ramader (Sendera Real de Sogorb). La seua funció a més de la benedicció del camí, està vinculada a l'orientació del caminant. En la creu, en adreça cap a Rafelbunyol, està incisa una inscripció en la qual posa “RFAL-BUNYOL”, mentre que per la part posterior, en el braç de la creu que adreça al nord s'observa la inscripció “PUIG”, i en el sud, una inscripció de difícil lectura. La creu té un gravat amb la data de 1607, que correspon als moments previs a l'expulsió dels moriscs i el arquebisbat i virregnat de Juan de Ribera.
- Ajuntament vell: L'exterior mostra un edifici d'una planta amb una teulada a dues aigües i cap element arquitectònic de rellevància. Segons fonts orals, que no s'han pogut contrastar, en l'exterior existien unes arcades que podrien emmarcar l'edifici dins de la tipologia de les llotges comunals, especialment protegides per la Llei de Patrimoni Cultural Valencià.

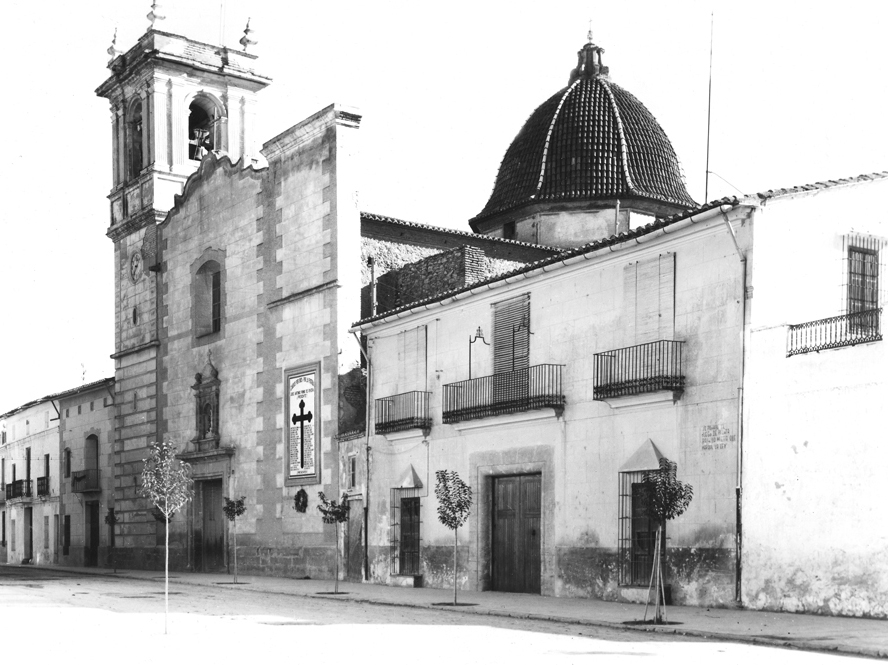
"Casa Vives", al carrer Major

- "Casa Vives" (Carrer Major, 2): Habitatge singular dels segles XVIII al xx, que té una importància clau a l'entorn de l'Església Parroquial. Consta de dues plantes, jerarquitzades per tres eixos verticals compositius. El central té la balconada principal i una portada de pedra calcària. Els laterals, que doten de simetria a l'edifici, mostren finestres molt verticals en la planta baixa i una balconada en la primera planta. El jardí, que domina la cantonada, és un referent urbà.
- “Casa dels Adrien” (Carrer Magdalena, 34): Construcció de cronologia indeterminada a conseqüència de possibles reformes fetes i components antics recol·locats. José Fenollosa l'adscriu als inicis del segle xix. El volum principal forma un cos de dues plantes en forma d' U que genera un pati xicotet a l'interior, tancat per un mur perforat amb un arc de pas i buits laterals, que recorden a l'arquitectura dels anys 40 del passat segle i a algunes obres de D. Vicente Traver. En la part posterior de la construcció hi ha un jardí amb una vegetació de certa densitat. Sota les balconades hi ha taulells ceràmics, que semblen de la segona meitat del segle xviii, amb magranes i altres fruites que surten d'una cornucòpia. També hi ha un panell devocional de la Santíssima Trinitat, catalogat com Bé d'Interès Etnològic.

- "Casa Vila" (Carrer Calvari, 8): La construcció albergava un habitatge i un espai productiu, un antic Celler de vi de moscatell per a la fabricació de mistela. L'existència d'un panell devocional a l'interior indica l'existència d'un Bé de Rellevància Local sota la Llei de Patrimoni cultural Valencià. Va ser construïda al segle xviii per la família Castellar Fenollosa. Es troba molt prop de l'Església Parroquial del poble i amb fàcil sortida a l'encreuament de dos camins carreters (l'antic camí a Nàquera i l' “Antic Camí Real de Dalt”), així doncs, està allunyada del futur nucli de centralització industrial creat a la fi del segle xix al voltant del recentment construït Ferrocarril Econòmic de Grau-València-Rafelbunyol. En l'actualitat l'edifici, en perdre la seua funció Industrial, es va dividir en dues estructures diferents, la part esquerra va ser totalment derruïda construint-se en el seu solar un bar, i a la dreta va quedar l'edifici industrial, que encara conserva l'aspecte de l'última remodelació realitzada segurament en l'últim terç del segle xix, "Edat d'Or" de la viticultura valenciana. En la frontera principal es va construir l'habitatge dels amos, produint-se una separació espacial de l'habitació humà i l'edifici industrial. El cos principal alberga l'habitatge, el celler se situa longitudinalment a la vivenda i s'hi accedix des de la façana, que presenta planta rectangular i una coberta a dues aigües amb crugia horitzontal a la façana principal que mira al Carrer del Calvari nº 11. Enclavats en el mur d'eixida al pati, es troben un panell de taulells del segle xviii amb orla del XIX, testimoni de la primera construcció, que representa a Sant Abdó i Sant Senent, sants protectors del camp i del mal que hi produïx la pedra. A través d'un recinte porticat, s'accedix a un pati i al recinte del celler. El pati està tancat pel volum de la casa i pels cossos de l'edificació de les naus que conformen el celler. El pòrtic encara conserva a la seua mà esquerra un pou arran de terra, el mecanisme compost del qual per rodes i corrioles per a l'extracció d'aigua encara es conserva.

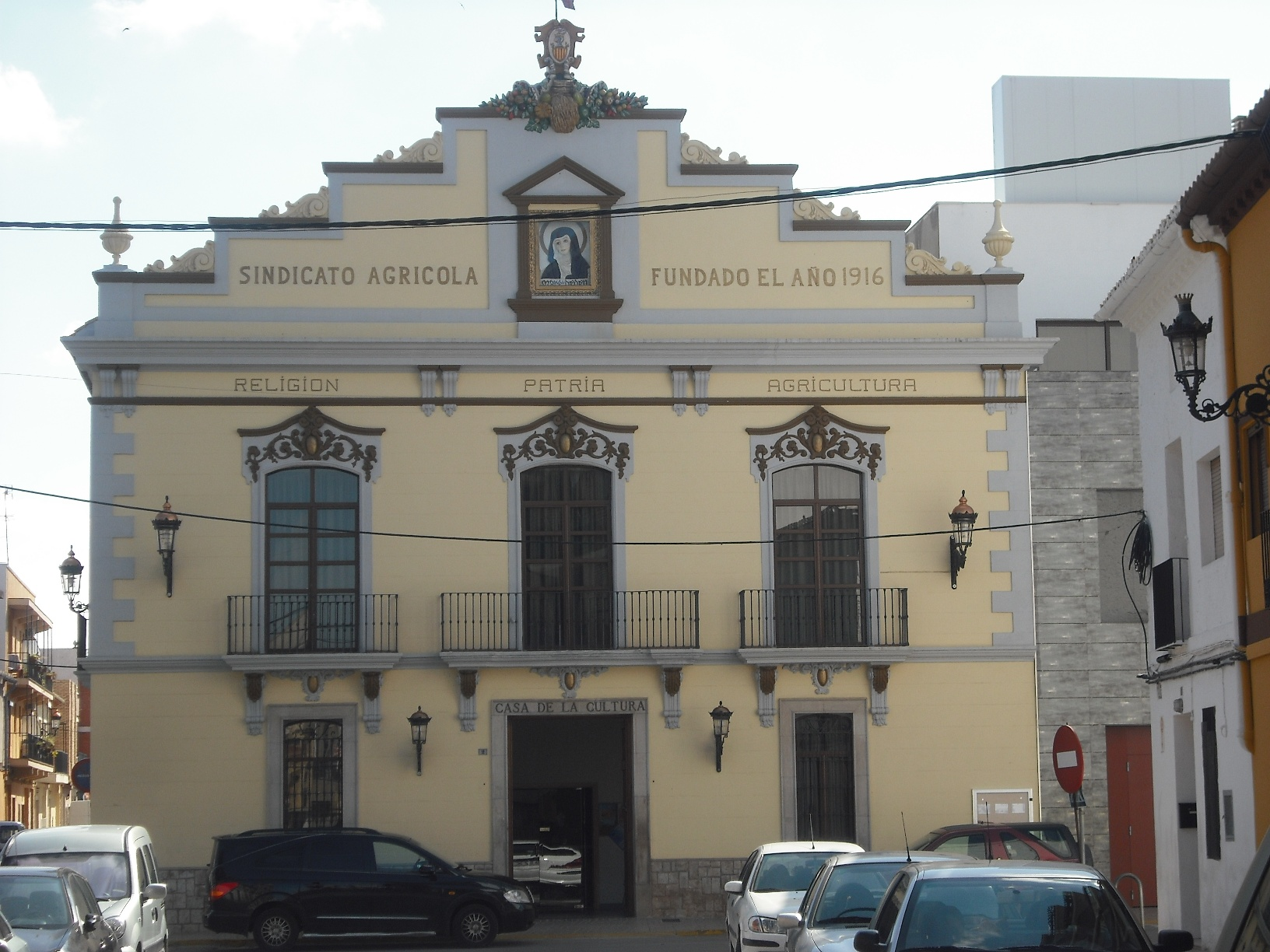
Sindicat Agrícola, actualment Casa de la Cultura

- El Sindicat: En 1916 es constituí a Rafelbunyol l'organització del Sindicat Agrícola Catòlic, impulsat pel reverend Juan Bautista Fenollosa Alcayna seguint les pautes marcades pels sindicats catòlics, la funció dels quals era la d'establir un diàleg entre els patrons i els camperols (components tots dos estaments d'este sindicat) tenint com a mediadora a l'Església Catòlica. Al setembre de 1929 s'inaugura la seu del mateix coincidint amb l'últim dia de les Festes Patronals (25 de setembre). En els anys anteriors a la configuració de la seu, el Sindicat va sol·licitar acollir-se als beneficis fiscals atorgats per la Llei de Sindicats Agrícoles (setembre de 1917) i va ingressar en la Federació Valenciana de Sindicats Agrícoles després de ser reconegut el 19 de novembre de 1918. En 1949, sent alcalde José Iborra Fenollosa, va ser comprat l'edifici a FAQUIMSA (Fàbriques Químiques, S.A.), actualment es desconeix el motiu pel qual l'empresa n'era la propietària en eixe moment.[28][29][30]Ja en 1980 s'inicien les obres per transformar-lo en la Casa de la Cultura del municipi, de mans de l'arquitecte José Sancho, funció que encara conserva en l'actualitat. L'any 2000 l'arquitecte Remigi Oltra va dur a terme un projecte de remodelació o creació, ja que a excepció de la façana que es manté intacta, la resta va ser totalment canviat. Es troba a la mateixa plaça que l'Església i presidix el Carrer Major de Rafelbunyol. L'edifici no era de nova planta, ja que va passar a ocupar el solar d'un antic magatzem i celler pertanyent a En Pere Eixarch. Amb posterioritat a la construcció del sindicat, el seu enorme solar va ser seccionat en la seua part posterior i venut per construir habitatges. De planta rectangular presenta en la façana principal que dona a la plaça, dos cossos ben diferenciats a causa del seu tractament decoratiu, encara que existix una intenció unificadora pel tractament del mur, sòcol i impostes. La façana principal presenta una estètica pertanyent a l'eclecticisme historicista. Un gran fris corregut recorre la façana albergant la llegenda “Religió-Pàtria-Agricultura”. Una ressaltada cornisa amb motllures recorre tot l'edifici, i en la part principal li separa del frontó escalonat, element representatiu de l'edifici. Apareix decorat amb detalls historicistes i rematat en la seua part central amb una composició escultòrica que presenta un cartell central, franquejat per signes novecentistes referents a la prosperitat i a l'abundància del camp (el "vellocini d'or" en la seua part central, i llimes i taronges a cada banda). Al timpà del frontó apareix la llegenda “Sindicat Agrícola Fundat l'any 1916” i un panell ceràmic de la Verge del Miracle emmarcat baix un frontó triangular que reforça la centralització buscada de la façana i el ritme vertical central. A la fi del segle xx va patir reformes per adequar-ho a noves necessitats socials. El seu interior va ser completament reformat per col·locar la “llar-social” per als jubilats, actualment traslladat, quedant el recinte com un bar que presenta la disposició en planta de saló amb una barra de bar.[28]La façana es manté pràcticament igual que quan es va construir. Actualment la part interior ha estat enderrocada, mantenint la façana, a causa que l'edifici sofria de aluminosis greu i requeria la seua demolició per ser reconstruït.

- Casa del Canonge: Va ser construïda a mitjan segle xvii per orde del Canonge Magistral i Catedràtic de Dret, el Doctor Pere Jaime Gil Dolz i Benavent, qui va ser Degà de la Universitat de València i exercia com a procurador en el municipi. L'edifici té un cos principal amb una longitud de façana excepcional (més de 22 metres) i una altura notable (11,50 m aproximadament). Es compon de tres nivells. Algunes característiques l'identifiquen amb el barroc preacadèmic, com és l'existència d'una important asimetria, a conseqüència de l'ús del mètode de composició que situa una balconada sobre les portes d'accés. La façana mostra dues portes d'accés, característica en comú amb algun edifici antic més de Rafelbunyol, i que possiblement es relaciona amb l'existència d'un accés per al servei en la façana principal. Els buits, amb les característiques bogues en forma d'arc rebaixat, s'organitzen segons eixos verticals i solament alguns buits, de caràcter segurament utilitari, trenquen la uniformitat. Els remats i revestiments de fusteria semblen moderns.[31] Actualment manté el caràcter senyorial gràcies als esforços de restauració realitzats pels hereus del primitiu propietari. Popularment és sobrenomenada la "Casa de l'Olivera" per l'existència d'una olivera centenària enfront de l'entrada de l'edifici.

### Arqueologia
- Jaciment arqueològic dels Germanells: La seua adscripció cultural és la del poblat de l'Edat del Bronze. El jaciment es troba en el terme municipal de Rafelbunyol, a uns 4 km del nucli principal, en els monticles de Els Germanells; limita al sud amb el terme municipal de Massamagrell i té una grandària xicoteta (43 metre de longitud i 18 metres d'amplària en la part més ampla). La seua posició és estratègica gràcies al seu ampli domini visual del terreny i l'aprofitament de recursos de l'entorn.
- Blanc de Columbro: Es tractava d'una vila rústica on s'han trobat abundants fragments de doli i un capitell toscament llaurat en pedra de Sagunt. Es desconeix la seua ubicació concreta encara que s'han realitzat algunes prospeccions de les quals s'han obtingut alguns fragments d'època romana.

### Etnologia
- Retaule Ceràmic de Sant Antoni Abad del segle xix. Es troba al carrer Sant Antoni, 3.
- Retaule Ceràmic de la Trinitat a la "Casa dels Adrien".

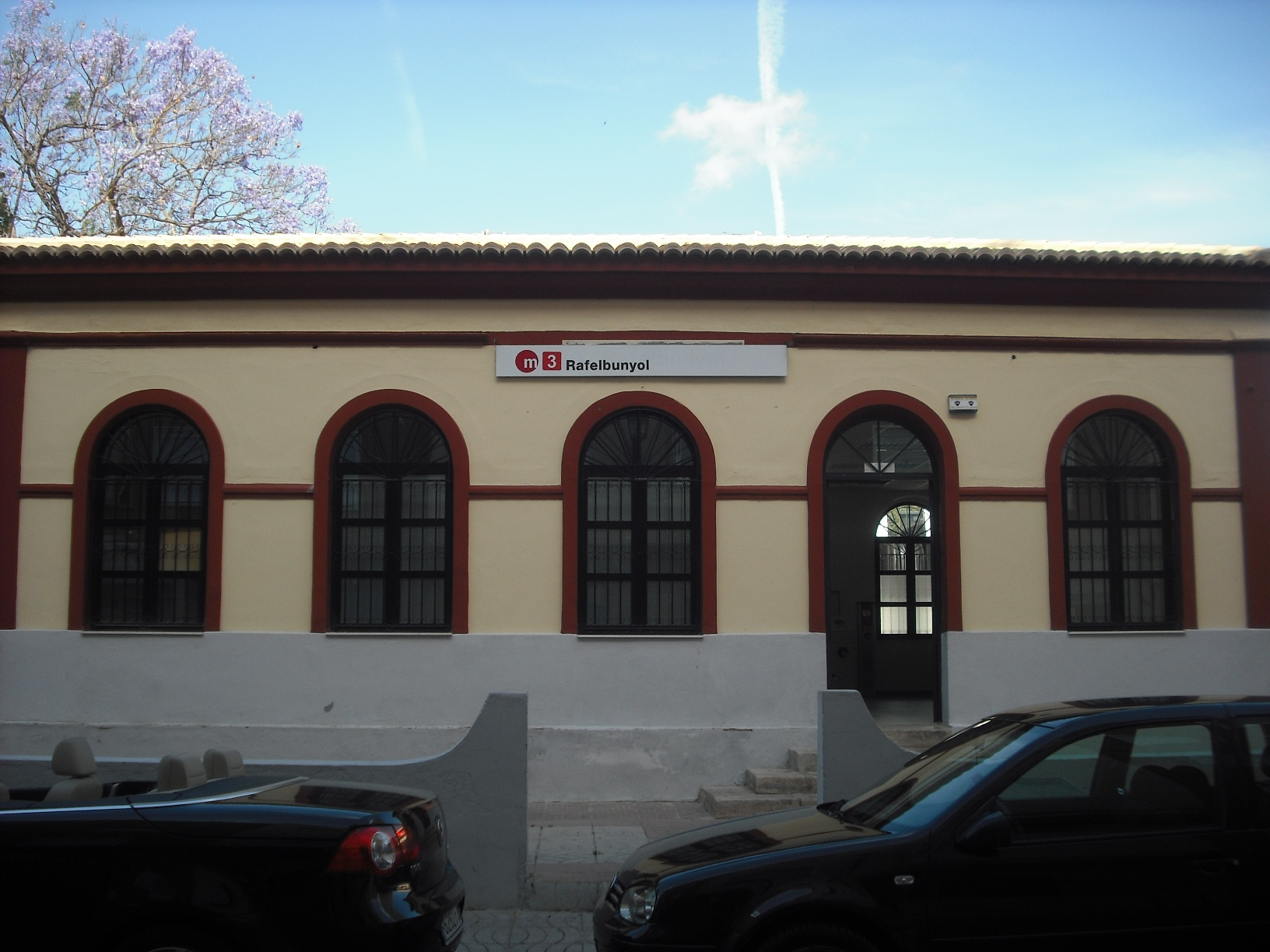
Estació de Rafelbunyol, actualment fi de trajecte de la línia 3 de Metrovalència

- Estació de Rafelbunyol El 16 de gener de 1885 es constituí la Societat Valenciana de Tramvies (SVT) i ferrocarrils econòmics, presidida pel marqués de Colominas. En 1889 es projecta construir una via fèrria per a enllaçar la capital amb el port del Grau de València a Bétera i Rafelbunyol, considerant la seua prolongació fins a Aragó en temps posteriors. L'estesa fèrria d'un ferrocarril econòmic a Rafelbunyol, és projectà per tal d'atendre el nombrós tràfic de mercaderies i viatgers. Mercaderies que circulaven gràcies al comerç exportador des de l'horta al port del Grau i que amb la nova estesa el seu comerç adquirirí major rapidesa i economia, permetent alhora que els trens facilitaren l'entrada de peix a preu més econòmic de la costa a l'Interior. En segon lloc, buscava atendre el nombrós tràfic de viatgers i sobretot estiuejants que provinents de la capital tenien un segon habitatge en la localitat (ex. La família Climent). Una vegada construït el trajecte fins a Rafelbunyol i inaugurada la seua estació, el 18 de novembre de 1893, es creà una nova localització de l'espai industrial al seu voltant, vinculada estretament a la cerca de major benefici. En l'actualitat l'estesa ferroviària ha passat a pertànyer a la Generalitat Valenciana amb el nom de FGV. El complex que forma l'estació del ferrocarril està compost per tres edificis de planta exempta, un ferrocarril, dues vies i dues andanes. En el nucli de l'estació hi ha dos edificis situats en paral·lel a les vies; l'edifici de l'estació o de viatgers i l'edifici magatzem o moll de mercaderies, tots dos van ser reformats per l'empresa COMSA en 1995. El primer presenta una planta exempta rectangular amb una empremta clasicista i una unitat estilística quant als edificis situats en el mateix recorregut. Presenta un alçat d'una sola planta i coberta a quatre vessants amb teula denominada moruna. Els seus murs presenten un revoco i una mà de pintura amb l'alternança de beix i marró teula. Presenta un sòcol que envolta els seus paraments exteriors, i façanes principals a dues cares la que mira a l'estació i la situada posteriorment que mira al carrer. En la façana a l'andana es va col·locar una placa ceràmica amb la següent llegenda "Primer centenari del trenet. El divendres 18 de novembre de 1893, dijous 18 de novembre de 1993". Les façanes laterals presenten una ordenació unitària amb les principals mitjançant les pilastres, impostes i sòcol del qual sorgix la seua única obertura allindanat i enreixat que també apareix reassetjat per la motllura de mig punt. L'interior està disposat en dues dependències diferents separades per un envà, a la dreta com s'aprecia en el plànol estan situades les dependències dels treballadors (taquilles, salita, sala del cap d'estació) a l'esquerra mirant des de les vies es troba la sala de viatgers o d'espera, planta que servix de comunicació i corredor de les dues portes de l'edifici. El segon edifici està situat de forma exempta al costat del primer i presenta una planta rectangular de menors dimensions. Està destinat a magatzem (moll de mercaderies). Enfront de tots dos edificis se situa l'andana principal el segon presenta una marquesina i permet l'accés a la segona via.

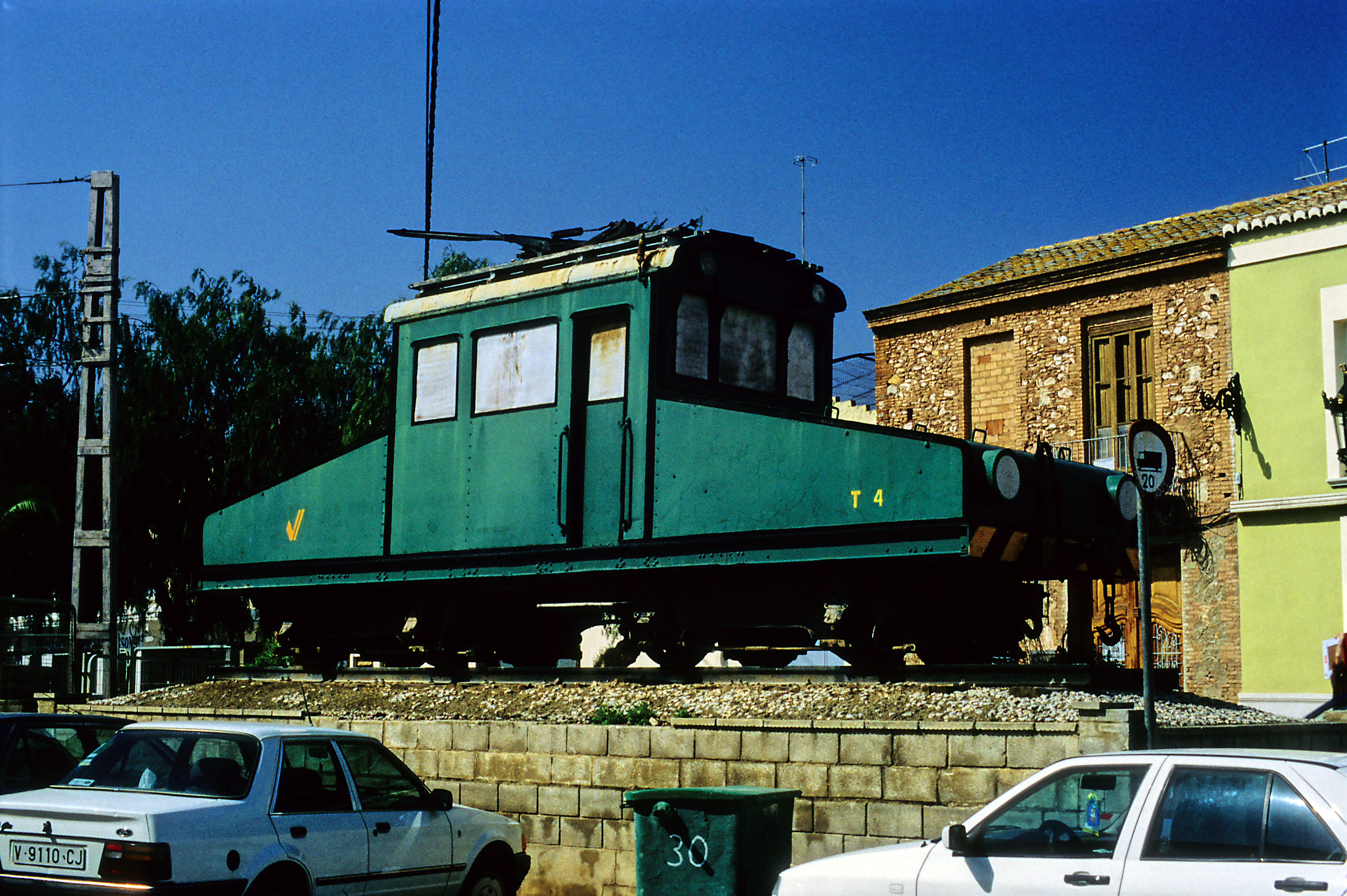
"El Trenet"

- Tractor Ctfv-Feve T4 Tanc o Cocodril ("El Trenet"): Va ser construït en 1932, i monumentalitzat en 1983. Va ser construït per Devís S.A. Respon al tipus de locomotora boite a sel, més conegudes com a cocodrils pel disseny i característiques de la seua caixa, també eren sobrenomenades tancs. Es poden observar algunes inscripcions com la placa del constructor als peus de les portes d'accés, pintat en els laterals FEVE T4 amb un anagrama de l'empresa (actualment lluïx el de FGV), marques AHV FS en els bastidors que indiquen la procedència de trossos de perfil utilitzats per a la reparació d'accidents, fabricats en els Alts Forns de Sagunt, i 202-203, marcats en els carretons. Va ser utilitzat per a maniobres i trens de manteniment i mercaderia en les línies de València a Llíria, Bétera, Rafelbunyol i el Grau fins a la seua retirada en 1981-82.
- Mas del Coronel o Masia de Sant Enrique: La masia de Sant Enrique, coneguda al poble com el “Mas del coronel” està orientada cap al sud-est. S'hi troben dos edificis separats per una simple paret: l'habitatge del casser, que és la pròpiament rural, i el xalet dels senyorets. La casa del casser consta de l'habitatge per a l'encarregat de cuidar la finca tot l'any, amb corral, estable, etc. El xalet és una edificació de residència secundària, ja que només s'utilitza algun cap de setmana i durant l'estiu. Externament crida l'atenció perquè destaca que l'habitatge del casser sembla ocult pels arbres. El xalet és quadrangular, com a coberta té terrassa a diferència de l'habitatge del casser que és de teula de tipus àrab a dos vessants. En la terrassa destaca una xicoteta torreta que va haver de servir com a observatori meteorològic fins a 1974, any en què el casser va caure malalt i van deixar de practicar-se les observacions meteorològiques que des d'allí s'enviaven a l'Observatori Meteorològic de Llevant. El xalet està pintat d'un color blanc groguenc amb els adorns pintats de color vermell. Està construït a força d'adob recobert amb una capa de guix al seu torn pintada amb els colors esmentats. Consta de dues plantes i terrassa. A la planta baixa, elevada un metre sobre el terreny, s'accedix per una xicoteta escala que ens fa arribar a un pòrtic que forma activa.
- Real Séquia de Montcada: Segle X-XI.
- Jaciments de la Línia Immediata o Línia de trinxeres El Puig-Carasols: En 1938, en relació amb la Batalla de Llevant, el govern de guerra va nomenar al general José Miaja Menant Superior de la zona militar de València. Este militar asturià va elaborar un pla estratègic basat en la línia Maginot francesa (construïda entre 1929 i 1931) per a defendre València de l'avanç de les tropes colpistes. Dins d'eixe pla s'enquadra la línia de trinxeres de Puig-Carasols, configurada per quilòmetres de trinxeres i búnquers construïts en les localitats del Puig, Rafelbunyol, Nàquera, Bétera, Montcada, Paterna i Riba-roja de Túria. Finalment, la zona no va arribar a entrar en combat. Les estructures que es conserven en major nombre a Rafelbunyol tenen planta quadrada, i per la falta d'estudis més exhaustius, es considera que estes construccions podrien posseir les funcions de niu de metralladora. Han perdut totes les cobertes (per destrucció al final de la Guerra Civil o per espoli del ferro que pogueren contenir) i solament queden les restes dels murs perimetrals de tancament. La majoria estan fabricats en formigó. A la zona del Barranc del Cabeç Bord existixen un total de 4 nius de metralladora o búnquers conservats, mentre que a la zona del vessant nord dels Germanells hi ha dues coves i tres búnquers conservats, així com una trinxera de 0,7 a 1 metre d'ample i de profunditat variable i de centenars de quilòmetres, dels quals actualment solament es conserven uns pocs, a conseqüència de la transformació agrícola de la zona. A més, cal destacar que este centre fortificat es troba en les rodalies del jaciment de l'Edat del Bronze.[32][33] A hores d'ara s'està iniciant un procés de revaloració dels béns patrimonials de la Guerra Civil Espanyola i s'estan duent a terme alguns projectes per a l'estudi i posada en valor dels mateixos, en els quals està participant l'Ajuntament de Rafelbunyol de forma activa.[34]

## Societat Musical "La Primitiva" de Rafelbunyol

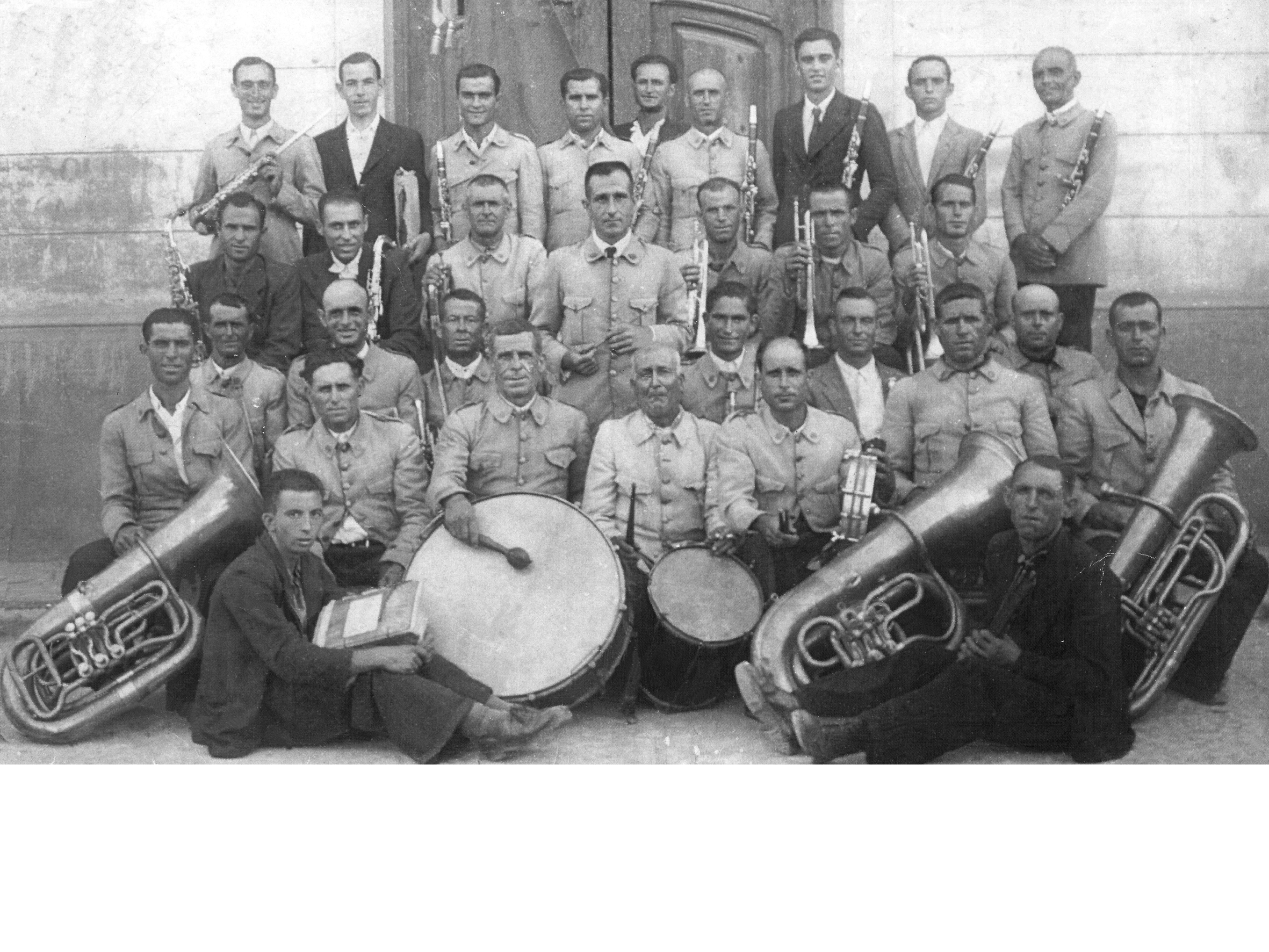
Banda de Música, 1941 (Rafelbunyol)

Fundada en 1862 per Ramón Llopis Rivera, continua el treball el seu fill (Ramón Llopis Fenollosa) i després els seus nets, Ramón Llopis Hernándiz i el mestre José María Llopis Hernándiz. En 1940 la banda ja comptava amb 50 músics i en 1975 formava part de la Federació de Societats Musicals de la Comunitat Valenciana (FSMCV). En 1976, de mà del director de la banda Jesús Juan Oriola, la banda es va presentar a l'II i III Certamen Provincial de Bandes Civils, moment en el qual la banda estava conformada per 44 membres i 52 educands, dels quals solament 15 tenien instrument. En l'estiu de 1977 la Banda va realitzar una gira de cercaviles i concerts a Galícia i va participar en l'IV Concurs Provincial de Bandes Civils, celebrat a Foios, on va obtenir el Tercer Premi. L'any següent la banda va participar en el Certamen Musical de Bandes de Música celebrat a la Plaça de Bous de València, on va obtenir el Quart Premi. El 14 de setembre de 1981 es va realitzar l'III Festival de Bandes de Música a Rafelbunyol, patrocinat per l'Ajuntament. El 9 d'octubre de 1982 va participar en el Festival de Bandes de Música de la Comarca del Camp de Morvedre i el 8 de setembre de 1985 es va celebrar de nou el Festival de Bandes a la Plaça de la Puríssima de Rafelbunyol, en el qual van participar les bandes de Alfara, Nàquera, Faura i Rafelbunyol.
En l'actualitat la Societat està presidida per Jesús Castellar Garcerá i compta amb 600 socis, 350 alumnes i 33 professors, i està dirigida per Jesús Orón García. Des de 2003 dirigix la Banda Simfònica Ángel Martínez Escutia. A més, compta amb diverses agrupacions més, com són la Banda Juvenil, la Banda Infantil, l'Orquestra de Corda, l'Ensemble de metalls, el Cor de la Societat i diversos Grups de Cambra.
La Societat ha obtingut diversos premis al llarg de la seua història, entre els quals destaquen el Premi CIFESA (1945), Segon Premi Segona Secció en el Certamen de la Diputació de València (1982 i 1989), Primer Premi i Esment d'Honor de la Secció Tercera en el Certamen Internacional de Bandes de Música Ciutat de València (2004), Primer Premi i Esment d'Honor Segona Secció en el Certamen de la Diputació de València (2005), Primer Premi i Menció d'Honor Segona Secció en el Certamen del País Valencià (2005), Primer Premi Primera Secció en el Certamen de la Diputació de València (2009), Primer Premi Primera Secció en el Certamen Internacional de Bandes de Música Vila d'Altea (2010), Primer Premi i Menció d'Honor Primera Secció en el Certamen de la Diputació de València (2012), Primer Premi i Menció d'Honor Primera Secció en el Certamen del País Valencià (2012), Primer Premi Secció Especial en el Certamen de la Diputació de València (2015), Primer Premi Secció Primera en el 131 Certamen Internacional de Bandes de Música "Ciutat de València" (2017). 

### Auditori Municipal

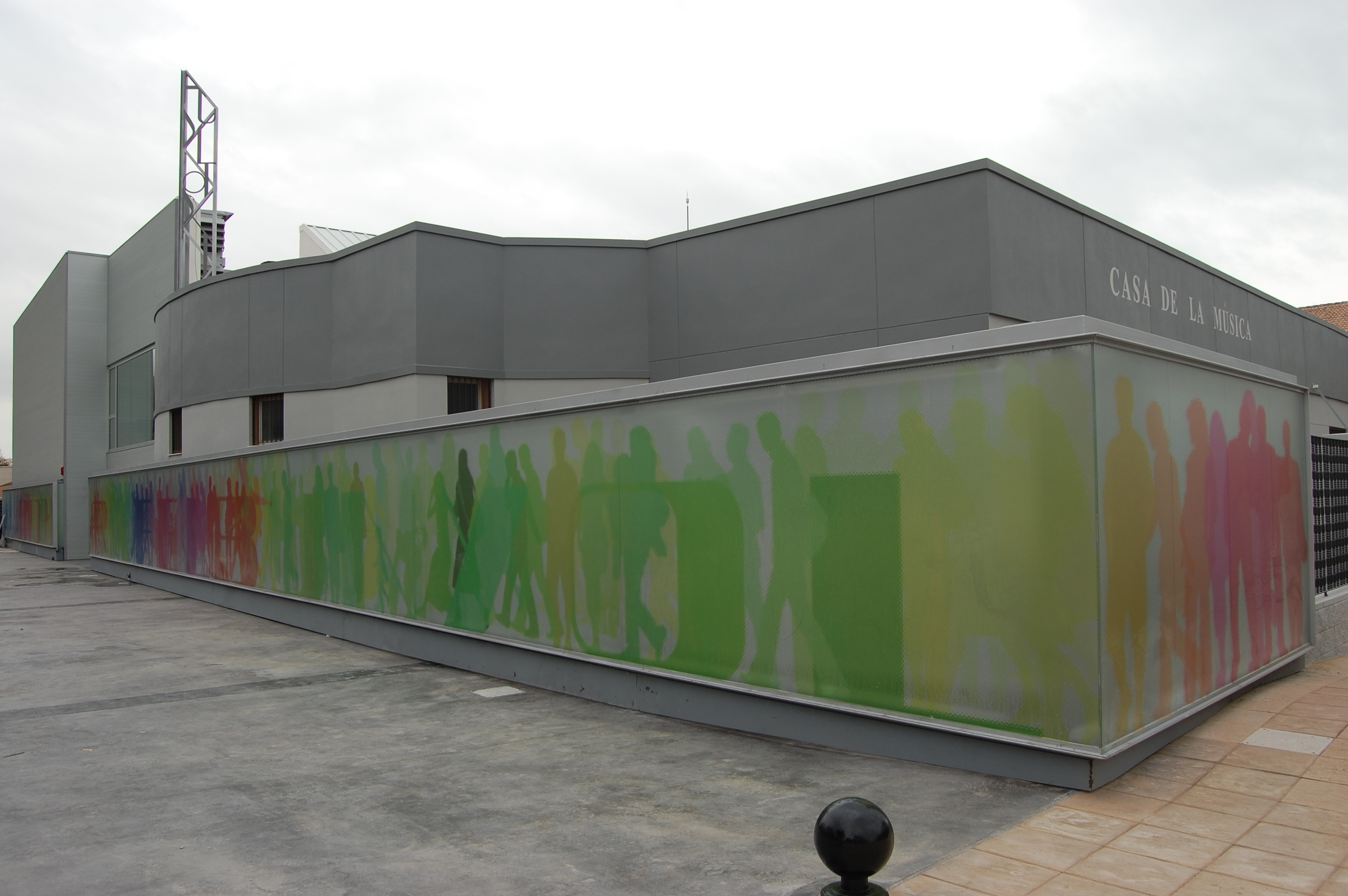
Auditori de Rafelbunyol

Va ser inaugurat el 14 de març de 2011. Té capacitat per més de 420 persones, repartides en 300 localitats en la platea i un amfiteatre de 120 localitats. L'escenari compta amb una capacitat per a agrupacions de més de 100 músics i a més compta amb panells mòbils especials per a la realització de concerts de cambra. A més, en el seu interior compta amb aules per al reforç i, a causa de la proximitat de la Casa de la Música (edifici adjacent), també disposa d'aules. S'hi realitzen de manera periòdica concerts i recitals.

## Cultura

### Festes

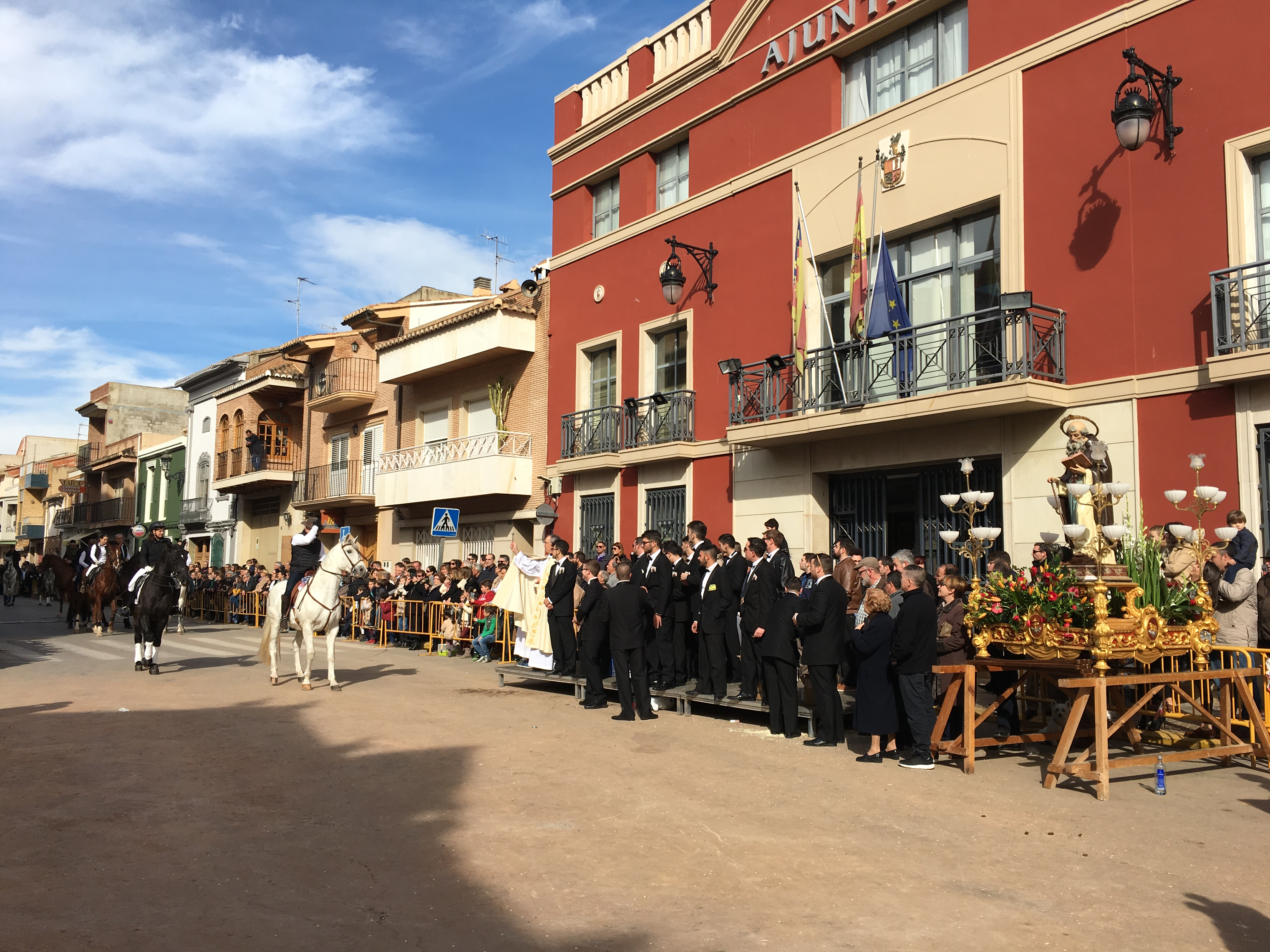
Benedicció dels animals el dia de Sant Antoni a Rafelbunyol

- Sant Antoni Abat: Se celebra el cap de setmana més proper al 17 de gener amb actes tradicionals com ara la "plantà de la foguera de Sant Antoni", "cremà de la foguera", focs d'artifici (coetà) i el sopar popular. L'endemà es fa la benedicció dels animals.
- Festes patronals: Se celebren en honor dels Sants de la Pedra i Mare de Déu del Miracle el segon diumenge de setembre. A partir de l'any 1979 el cap de setmana previ se celebra també la Festivitat de la Immaculada Concepció, en la qual participen les clavariesses de la Mare de Déu ("Filles de Maria"), les quals substituïxen els actes anteriorment realitzats per la Reina de les Festes i la seua Cort d'Honor, i que cessen en 1977.

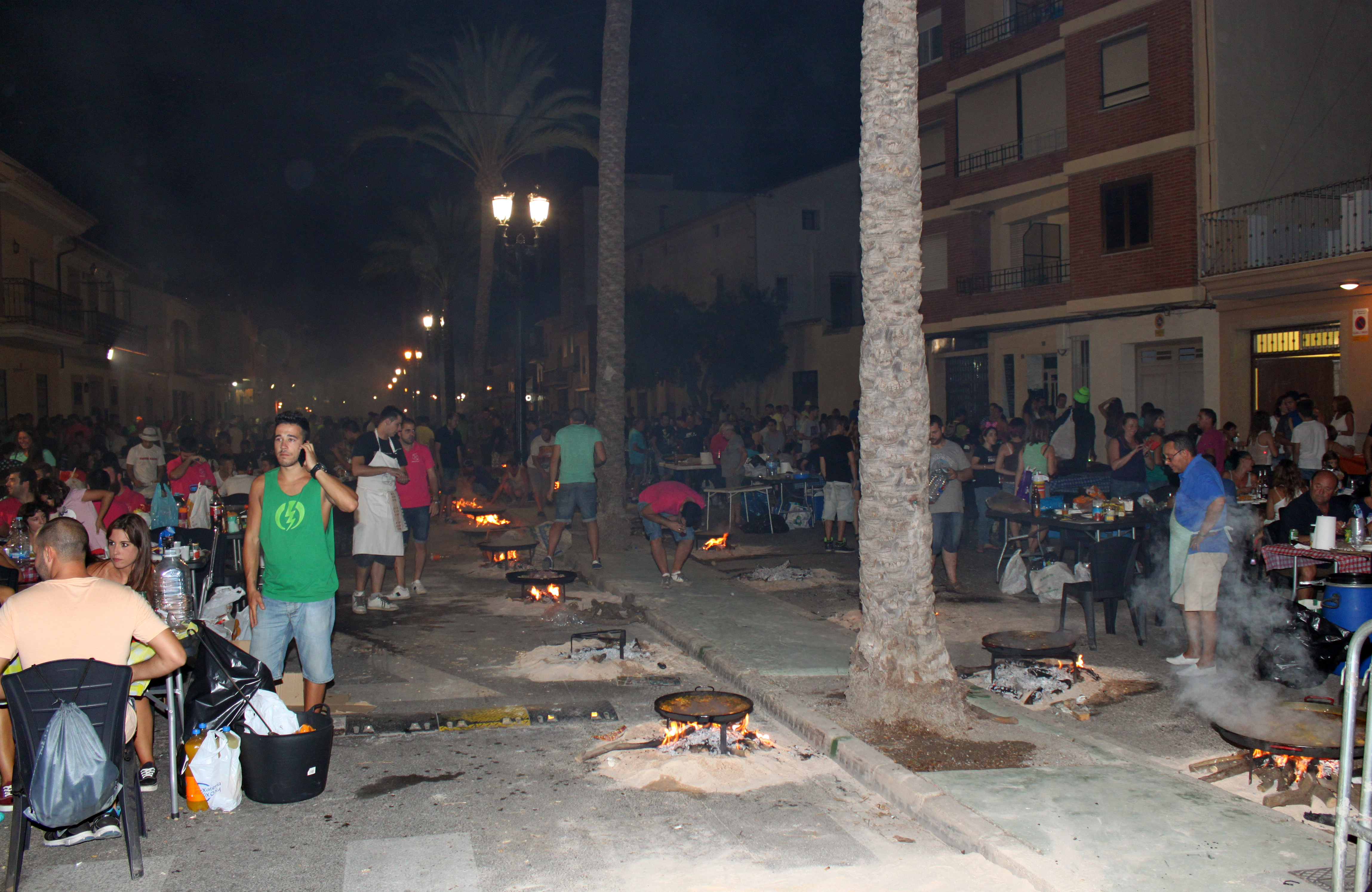
Nit de la Paella Valenciana

- Festes populars: Se celebren a inicis de setembre, coincidint amb la celebració de les festes patronals. Fins a 1980 mancaven d'un programa tancat, i era una associació juvenil del municipi la que s'encarregava d'organitzar-la, no obstant això, a partir de 1981 es municipalitza l'organització de les mateixes i adquirix un aspecte semblant a l'actual: Dia dels majors, Nit de la Paella Valenciana, Dia del Xiquet, Sopar popular i Nit del Ball de Disfresses.
- Falles: Existix una Comissió Fallera, "El Tabalet", que s'encarrega d'organitzar la festa des de 1993. L'any 2018 s'ha celebrat el 25 aniversari.
- Setmana Santa: La Cofraria del Crist de la Caritat és una germanor que va possessionar per primera vegada en 1987 i que actualment realitza els seus actes en la localitat.
- Mare de Déu d'Agost

### Patrons
- Sants Abdó i Senent: El 30 de juliol se celebra la festivitat en honor dels patrons del poble, popularment coneguts com els "Sants de la pedra", uns sants d'origen persa que van ser adoptats per l'Església d'Occident, i en l'àmbit valencià són venerats com els patrons de l'agricultura, ja que es creu que protegixen els cultius i els camps de les pedregades i altres catàstrofes mediambientals, d'ací el seu nom popular. El seu patronat deriva de l'enorme importància que va tenir l'agricultura per a l'economia de la localitat.

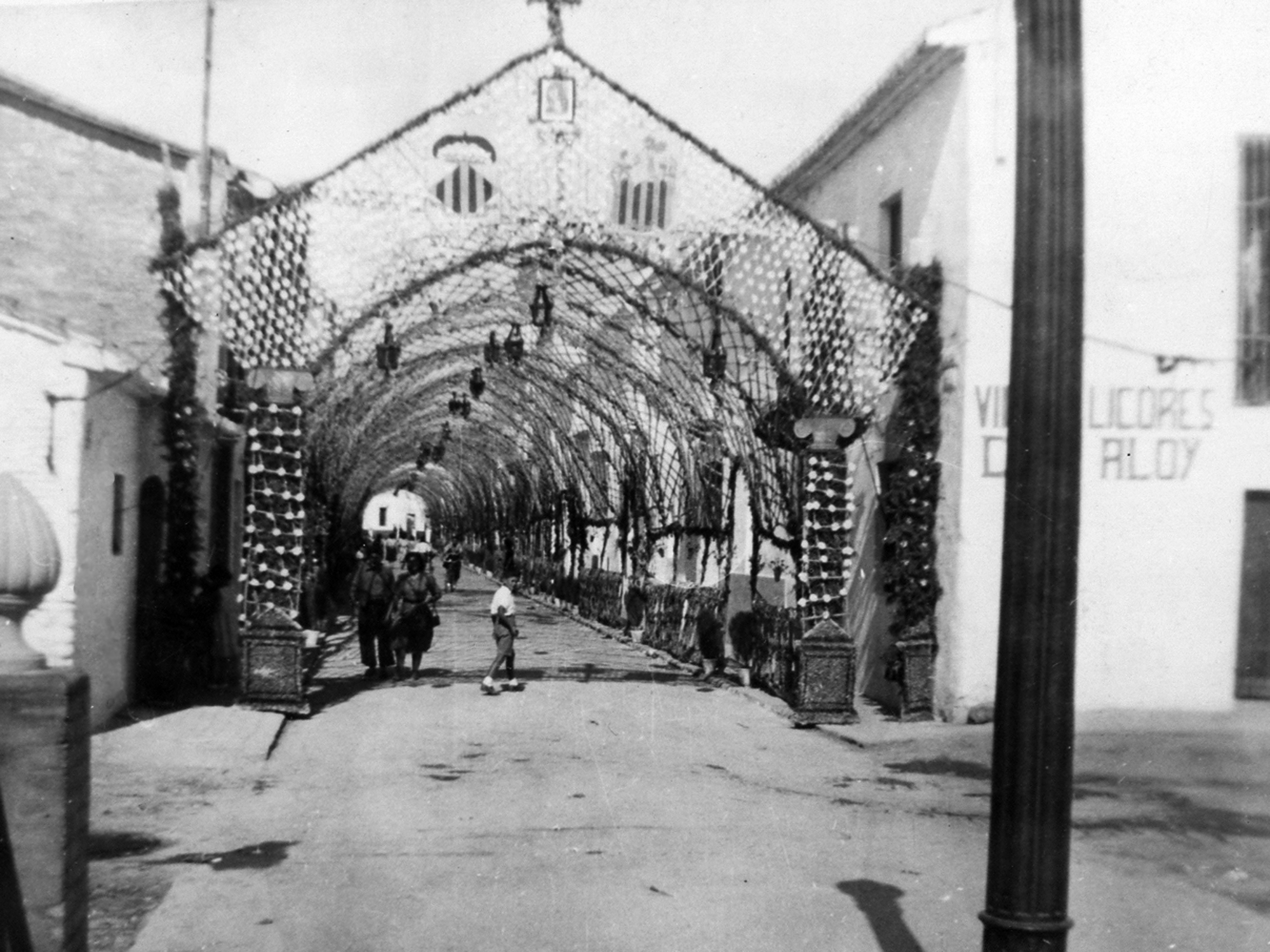
Proclamació de la "Mare de Déu del Miracle" com a patrona de Rafelbunyol l'any 1953

- Mare de Déu del Miracle: El 19 d'abril se celebra la festivitat en honor de la patrona de Rafelbunyol, proclamada tal en 1953 pel Papa Pius XII. La seua devoció va ser introduïda per en Manuel Eixarch, senyor de Rafelbunyol i casat amb la seua neboda, de cognom Corella, senyors de Cocentaina, d'on és patrona la mateixa Verge i on es documenta que es va produir el miracle del que rep el nom, que segons el sacerdot Onofre Satorre, quan acabava d'oficiar la missa va alçar la vista i va veure com la Mare de Déu del quadre vessava el que semblaven 27 llàgrimes de sang.[27]

### Gastronomia
Entre els plats típics de la localitat destaquen la Caldera (arròs amb fèssols i naps), paella de recepta tradicional (amb conill i pollastre) i l'arròs al forn. Entre la rebosteria tradicional sobresurten els ametlats, el rosigón, la coca de nous i panses, la coca Cristina, els cocotets, etc.

## Esports

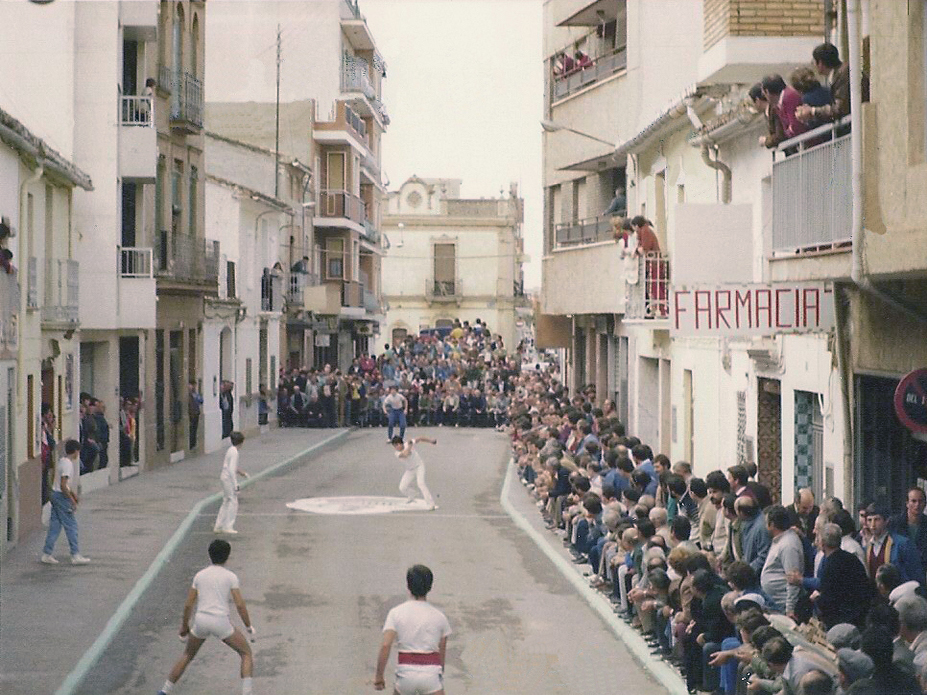
Raspall al carrer Mare de Déu del Miracle

Rafelbunyol és l'únic poble de l'Horta Nord que juga a raspall, i amb èxit, com es demostra a l'Autonòmic al carrer. El raspall va tenir molts aficionats a Rafelbunyol, malgrat que en 1962 es va prohibir “per ordre del senyor alcalde”, arran de les queixes d'un veí. Però als anys huitanta tornà amb molta força. Es feien moltes partides i desafius tots els diumenges i algun dia enmig de la setmana. En les festes, fins i tot, es va organitzar molts anys el ‘Dia de la Pilota’, amb una jornada intensiva dedicada a este esport. I també hi van haver duels importants contra un equip de Vilallonga, en el qual figuraven professionals de segona, com Marines. I també es feu una partida extraordinària en la qual participaren els dos millors professionals, Malonda II i Sanchis, amb jugadors del poble. Tant era l'èxit, que en aquell temps Rafelbunyol va acollir la primera final del Campionat de Raspall de clubs l'any 1984, que va ser organitzat pel diari Levante-EMV. I va estar guanyat per l'equip de Xeraco, amb Furia, Maik i Miguel, que arrasaren en les primeres edicions del torneig. En l'actualitat el club de Rafelbunyol continua la seua activitat participant en els campionats autonòmics i mantenint ben viva l'escola de pilota.

## Fills il·lustres
- Antoni Roig i Civera (Rafelbunyol, 1844- València, 1898), dramaturg.
- Jesús Salvador Chapi (Rafelbunyol, 1960), músic percussionista.
- Vicent Penya i Calatayud (Rafelbunyol, 1961), escriptor.
- Francisco José Camarasa Castellar "Paco Camarasa" (Rafelbunyol, 1967), exfutbolista del València CF.
- José Bellver Gamón "Canari" (Rafelbunyol 1978), pilotari professional.